# Belgio
Il Belgio (/ˈbɛlʤo/; in olandese België; in francese Belgique; in tedesco Belgien), ufficialmente Regno del Belgio (in olandese: Koninkrijk België; in francese: Royaume de Belgique; in tedesco: Königreich Belgien), è uno Stato federale retto da una monarchia parlamentare. È uno Stato membro dell'Unione europea situato nell'Europa occidentale. Confina a nord con i Paesi Bassi, a est con la Germania e con il Lussemburgo, a sud e sud-ovest con la Francia e a nord-ovest si affaccia sul mare del Nord.
Situato al confine tra l'Europa germanofona e l'area linguistica e culturale romanza, il Belgio è diviso in tre regioni.
A settentrione le Fiandre, di lingua olandese, comprendono circa il 58% della popolazione totale. Nel mezzo è situata la regione della città di Bruxelles, la capitale, che è ufficialmente bilingue nonostante sia prevalentemente francofona, e nella quale risiede il 10% della popolazione.
A sud la Vallonia comprende il 32% della popolazione complessiva nazionale, prevalentemente francofona con l'eccezione della piccola regione, ai confini con la Germania, della Comunità germanofona del Belgio di lingua tedesca, che comprende i comuni ceduti dalla Germania al Belgio nel 1919 e annessi alla Germania nazista nel 1940-1945.
È stato tra i sei paesi fondatori dell'Unione europea e la capitale Bruxelles è sede di varie istituzioni comunitarie.

## Storia
Il paese presenta evidenti tracce di presenza umana risalente alla preistoria, in particolare nei siti megalitici di Oppagne e di Wéris, dove si riscontrano interessanti dolmen.
I primi abitanti storici del Belgio, chiamati Belgi, erano principalmente membri di tribù celtiche, che vivevano nella Gallia settentrionale e vennero sopraffatti da Giulio Cesare nel 54 a.C., come egli descrisse nel suo De bello Gallico. Fu lo stesso Cesare a notare il particolare valore dei belgi in battaglia tanto da scrivere: "horum omnium fortissimi sunt Belgae" ovvero "tra tutti [i popoli della Gallia] i più valorosi sono i Belgi". L'attuale nome del paese viene dal termine Gallia Belgica in uso presso i romani.
A Tirlemont/Tienen si trovano alcune tombe romane denominate "Trois tumuli" (Tumuli de Grimde) a forma di tre piccole colline. Siti funerari romani si possono trovare anche a Guèronne e a Billemont (trou de Billemont). Si tratta di tumuli con camera sepolcrale e tomba che presentano singolari affinità con le tombe etrusche e sembra possano essere sorte su siti di epoca più antica. Durante il periodo romano si afferma la figura dell'eroe nazionale belga Ambiorige.
Dopo il collasso dell'Impero Romano (V secolo), le tribù germaniche invasero la provincia romana della Gallia. Una di queste popolazioni, i Franchi, installò infine un nuovo regno sotto il governo della dinastia merovingia. Clodoveo I fu il più famoso di questi re: egli si convertì al cristianesimo e governò dal nord della Francia, ma il suo impero comprendeva anche il Belgio. Studiosi cristiani, principalmente monaci irlandesi, predicarono il Cristianesimo e cominciarono l'opera di conversione degli invasori pagani.
Dopo due secoli, la dinastia carolingia prese il sopravvento: dopo che Carlo Martello contrastò l'invasione moresca dalla Spagna (732, battaglia di Poitiers), il loro famoso re, Carlo Magno, raccolse gran parte dell'Europa sotto la sua sovranità e venne incoronato come Imperatore del Sacro Romano Impero da papa Leone III (Natale dell'800). Il feudalesimo europeo divenne la base per la stabilità militare, politica ed economica. La cristianità fiorì sotto la protezione di questi governanti e tramite la fondazione di comunità religiose e monasteri, chiese e pellegrinaggi.

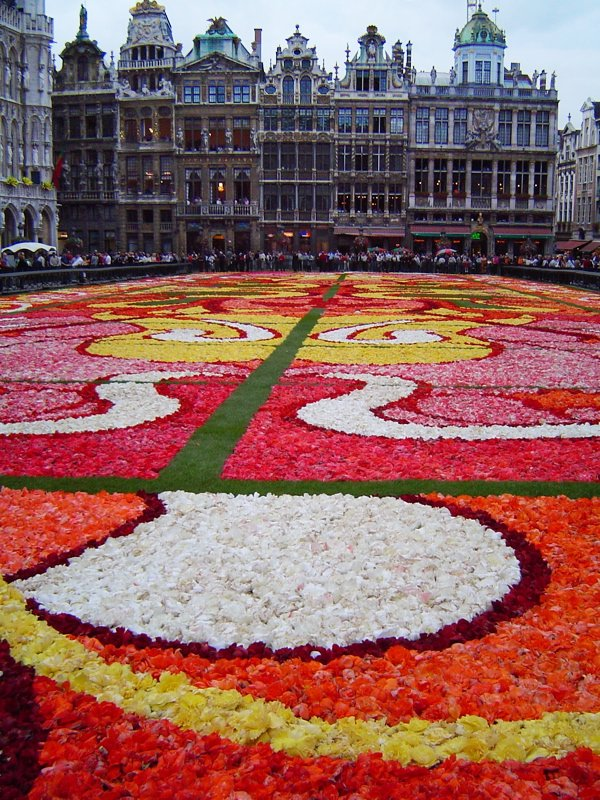
La magnifica Grand Place / Grote Markt di Bruxelles / Brussel

La regione venne in seguito associata ai Paesi Bassi, quindi passò sotto il dominio della Borgogna prima e della Spagna poi, fino a quando le province protestanti si autodichiararono indipendenti (vedi Paesi Bassi). Seguì la dominazione austriaca a partire dalla pace di Utrecht (1713), e alcuni decenni dopo quella francese sotto Napoleone. Dopo la deposizione di Napoleone, sconfitto a Waterloo il 18 giugno 1815, il Belgio venne riunito con le province settentrionali in un unico Regno Unito dei Paesi Bassi fino a quando, nel 1830, la rivoluzione belga portò al costituirsi di uno Stato belga indipendente (riconosciuto nel 1839).
La rivoluzione belga venne iniziata dalla componente francofona, cattolica e liberale che controllava le industrie e altre fonti economiche e che non voleva vivere sotto un'amministrazione di lingua olandese.
Dal 1830 al 1898 soltanto il francese era lingua ufficiale. La componente fiamminga venne discriminata. Nel corso del XX secolo, il movimento fiammingo riuscì a diminuire i privilegi dei francofoni. Negli anni sessanta, la frontiera linguistica fu infine stabilita. Una parte del territorio di lingua olandese fu incorporata nel territorio bilingue di Bruxelles. Comunque, in alcuni comuni delle Fiandre, ufficialmente di lingua olandese, i francofoni mantengono certi diritti, come la possibilità di votare per i partiti francofoni, che non esistono per i fiamminghi nella Vallonia..
Esistono sia in Vallonia sia nei comuni di lingua tedesca, delle facilitazioni amministrative per i residenti di uno degli altri due regimi linguistici. In questi comuni, i residenti possono rivolgersi all'amministrazione cittadina in un'altra lingua rispetto a quella della regione in cui si trova il comune. Nelle Fiandre tuttavia è richiesta la lingua olandese o, nel caso in cui non la si parli, l'aiuto di una persona di madrelingua olandese come traduttore.
Il re belga, Leopoldo I di Sassonia-Coburgo, venne scelto con l'assistenza dei britannici; la neutralità della nazione venne garantita contro future aggressioni militari straniere. Tale neutralità venne violata nel 1914, quando la Germania invase il Belgio, come parte del Piano Schlieffen, per quindi occuparlo sino alla fine delle ostilità. Il Belgio cercò di tornare alla neutralità negli anni trenta, ma venne nuovamente invaso dalla Germania nazista nel 1940. 

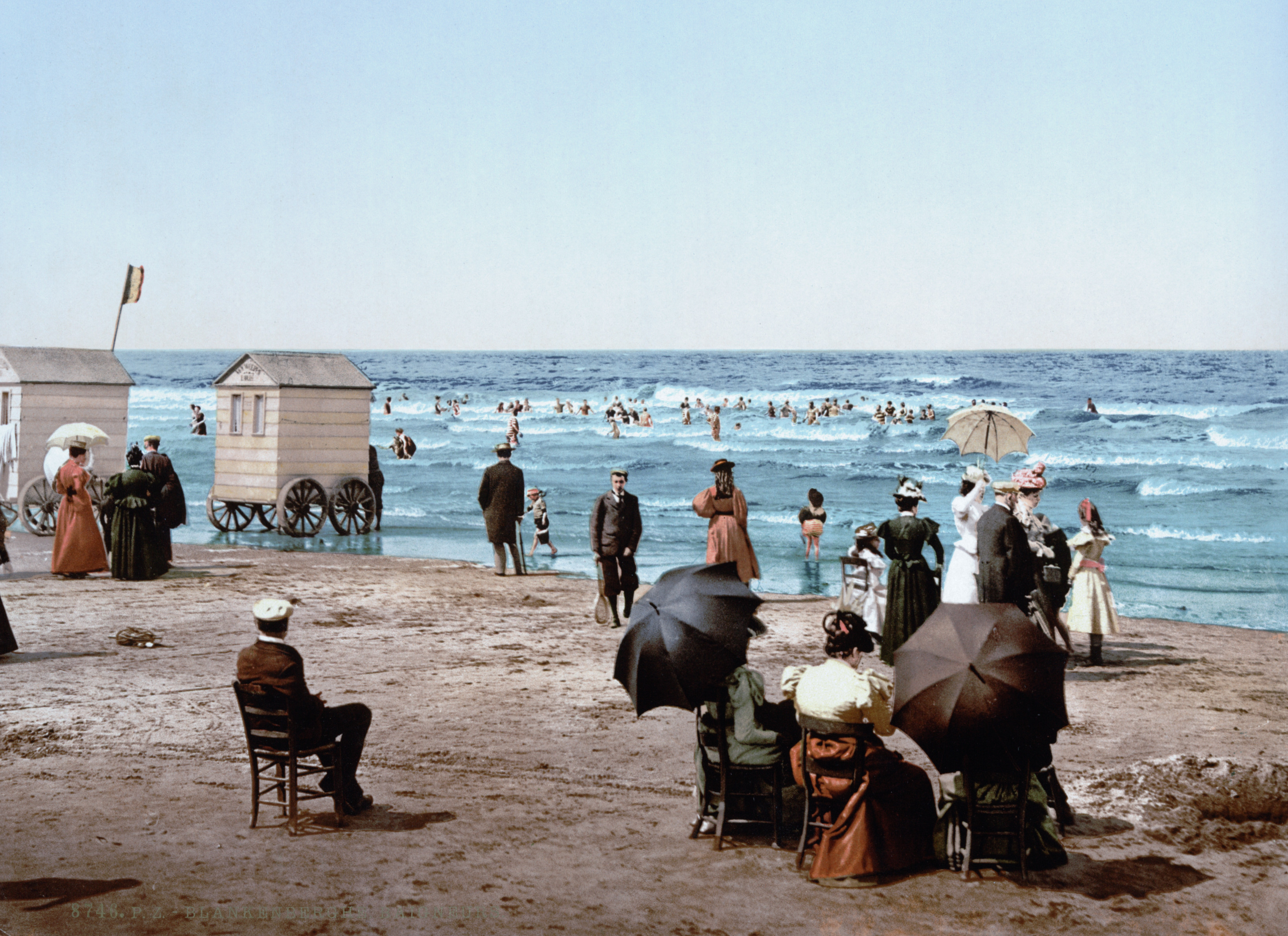
Aristocrazia sul litorale belga nel primo Novecento

Dopo la seconda guerra mondiale la politica della neutralità venne abbandonata, e il Belgio entrò nella NATO e nella Comunità economica europea. Il Belgio ebbe un'importante colonia in Africa durante la sua storia: il Congo, che venne dato a re Leopoldo II con la Conferenza di Berlino del 1884. Egli considerò il territorio come una sua proprietà privata e lo chiamò Stato Libero del Congo. In questo Stato Libero, la popolazione locale venne brutalizzata in cambio della gomma, un mercato in crescita con lo sviluppo degli pneumatici.
L'importanza del commercio dei diamanti permise ad Anversa di diventare un centro di rinomanza mondiale nel settore. Nel 1908, la pressione internazionale contro le crudeltà di re Leopoldo divenne così forte che Leopoldo II fu costretto a dare la sua proprietà allo stato belga come colonia. Da allora divenne il Congo Belga, prima di ottenere l'indipendenza nel 1960. Il coinvolgimento all'estero del Belgio crebbe dopo la prima guerra mondiale, quando due colonie tedesche, Ruanda e Burundi, vennero affidate al Belgio dalla Società delle Nazioni. La politica belga nell'amministrazione e nello sviluppo socio-culturale di queste nazioni è stata pesantemente criticata; molti videro le decisioni belghe come un fattore significativo nei problemi che afflissero il Ruanda negli anni novanta.
Fin dall'inizio del XX secolo la storia del Belgio è stata sempre più dominata dalla crescente autonomia delle sue due comunità principali, fiamminga e vallone. A conferma di ciò, a partire all'incirca dal 1970, non esistono più partiti nazionali in Belgio, ma solo partiti fiamminghi o valloni. I reiterati tentativi di stabilire partiti nazionali producono risultati, in termini di voti, inferiori all'1% dell'elettorato. I partiti di Bruxelles non presero mai il via (come nel caso del "Blauwe Leeuwen" e del "Rode Leeuwen" dei fiamminghi di Bruxelles) o si fusero con uno dei partiti liberali della comunità francofona (come l'FDF). Per questo, il panorama politico mostra un sistema duale che riflette le due comunità dominanti soggiacenti.
Dopo le elezioni politiche del giugno 2007 queste divisioni politiche si sono ulteriormente accentuate, tanto da trascinare il paese in una crisi istituzionale particolarmente grave, durante la quale sono stati necessari 196 giorni per creare un governo. Nel novembre 2007 si è tenuta a Bruxelles una manifestazione popolare in favore dell'unità del paese e contro il progetto di trasformarlo in una confederazione di Stati autonomi a base etnico-linguistica. La crisi politica ha trovato il suo culmine dopo le elezioni del 2010: per 541 giorni il Belgio non ebbe un nuovo governo. Tale crisi si risolve a dicembre del 2011, quando il vallone socialista di origini italiane Elio Di Rupo forma una coalizione di governo. Il 21 luglio del 2013, in occasione della festa nazionale, il re Alberto II abdica dopo vent'anni di regno in favore del figlio Filippo, che diviene così il settimo re dei belgi. Dopo nuove elezioni e lunghi negoziati tra i partiti, l'11 ottobre 2014 è stato raggiunto l'accordo di coalizione che nomina Charles Michel nuovo Primo ministro del paese.

## Geografia

### Territorio

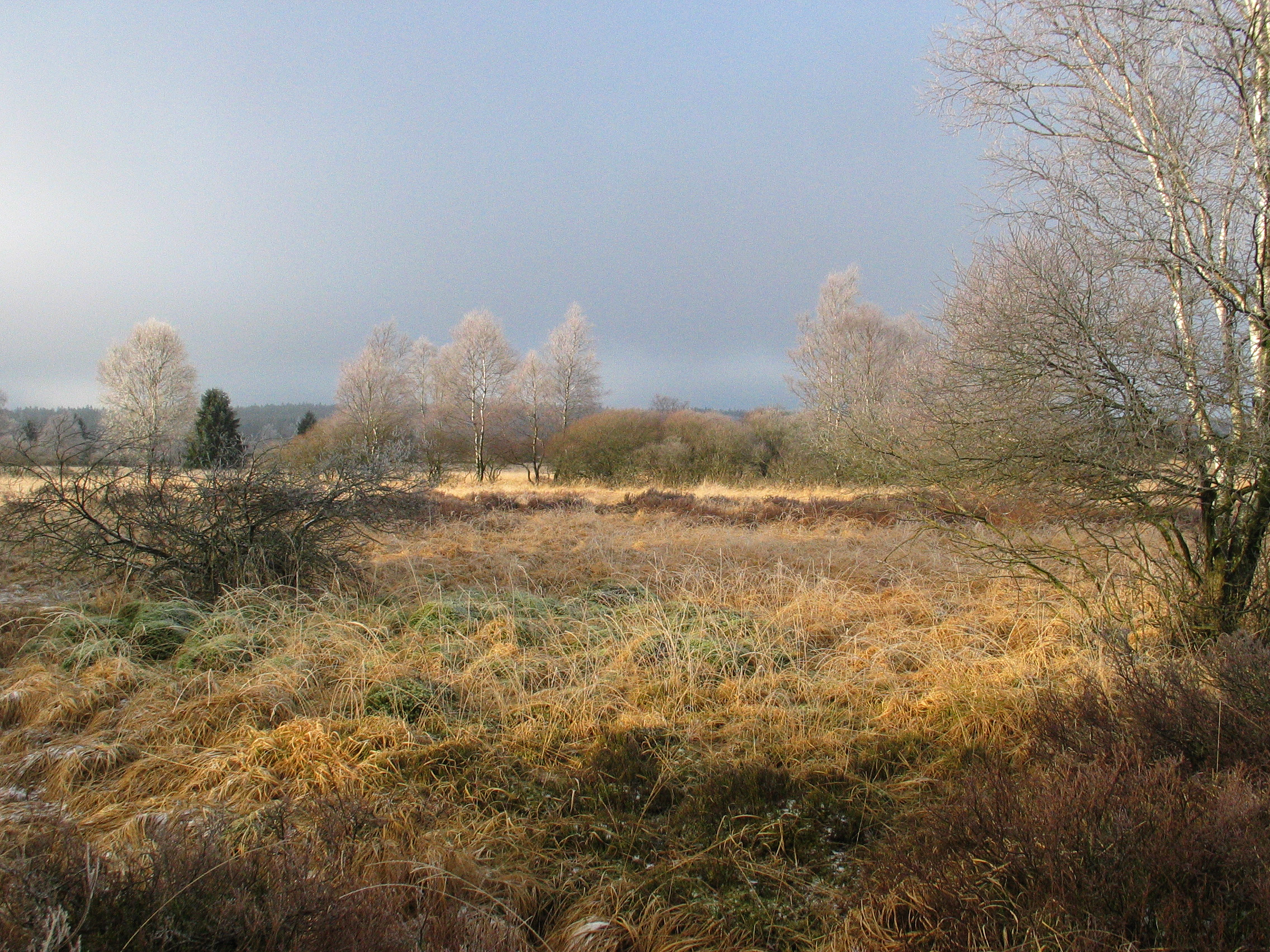
Regione orientale. Al confine con la Germania il terreno è poco coltivabile e selvaggio.

Il Belgio copre un'area di 30 528 km² e la sua massima estensione (da Ostenda ad Arlon) è di soli 318 km. Per quanto riguarda le frontiere, il confine con la Francia misura 620 km, quello con i Paesi Bassi 450 km, quello con la Germania 167 km e infine quello col Granducato di Lussemburgo 148 km, per un valore complessivo di 1 385 km. Il paese è situato tra 50º e 51º di latitudine nord e tra 3º e 6º di longitudine est.
Il Belgio può essere suddiviso in tre principali regioni fisiche: la piana costiera delle Fiandre, situata nel nord-ovest, la pianura centrale e la regione delle modeste alture boscose denominate Ardenne, che si estende a sud-est.

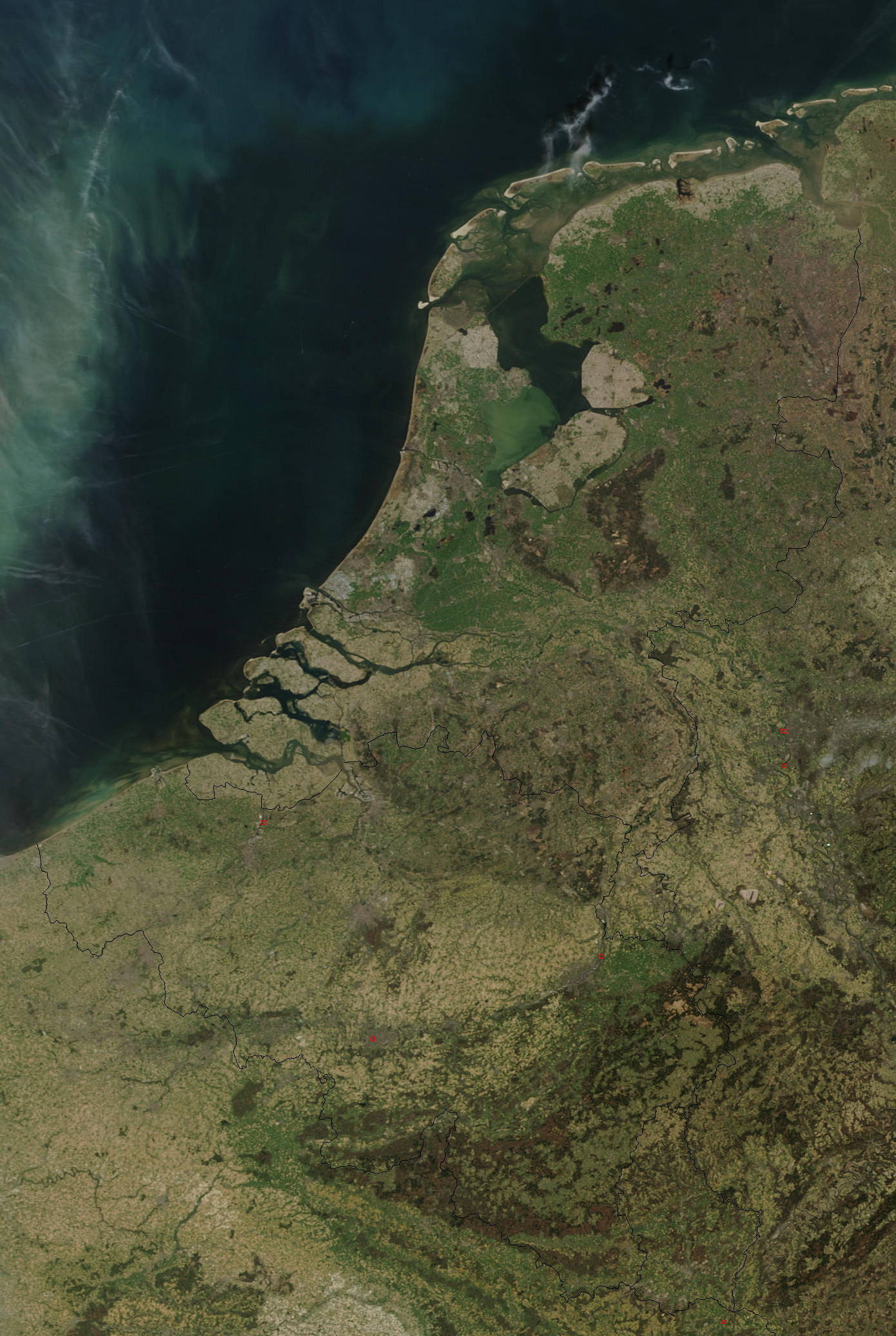
Immagine satellitare

La fascia costiera, per un totale di 66 km di litorale, è bassa, compatta e sabbiosa, caratterizzata localmente da dune di sabbia e polder. I polder sono terreni vicini o sotto al livello del mare, che sono stati strappati al mare e vengono protetti da esso tramite dighe, o, più all'interno, campi che sono stati prosciugati dai canali.
Muovendosi verso l'entroterra si apre la regione delle pianure centrali: si tratta di un'area che si innalza dolcemente, senza mai oltrepassare i 100 m di altitudine, caratterizzata da fertili vallate, irrigata da molti corsi d'acqua e da canali artificiali. Localmente è possibile imbattersi in zone leggermente più aspre, dove si contano anche caverne e piccole gole.
La regione delle Ardenne, che si estende essenzialmente a sud del sistema vallivo Sambre-Mosa, si presenta relativamente accidentata. In questo altopiano, roccioso e inadatto a un'agricoltura estensiva, caratterizzato da foreste a tratti anche fitte, la densità abitativa è molto più bassa rispetto alle aree settentrionali, il che ha permesso una migliore conservazione del territorio. L'altitudine massima si registra sulle colline delle Ardenne: è il Signal de Botrange, con soli 694 metri.

### Idrografia

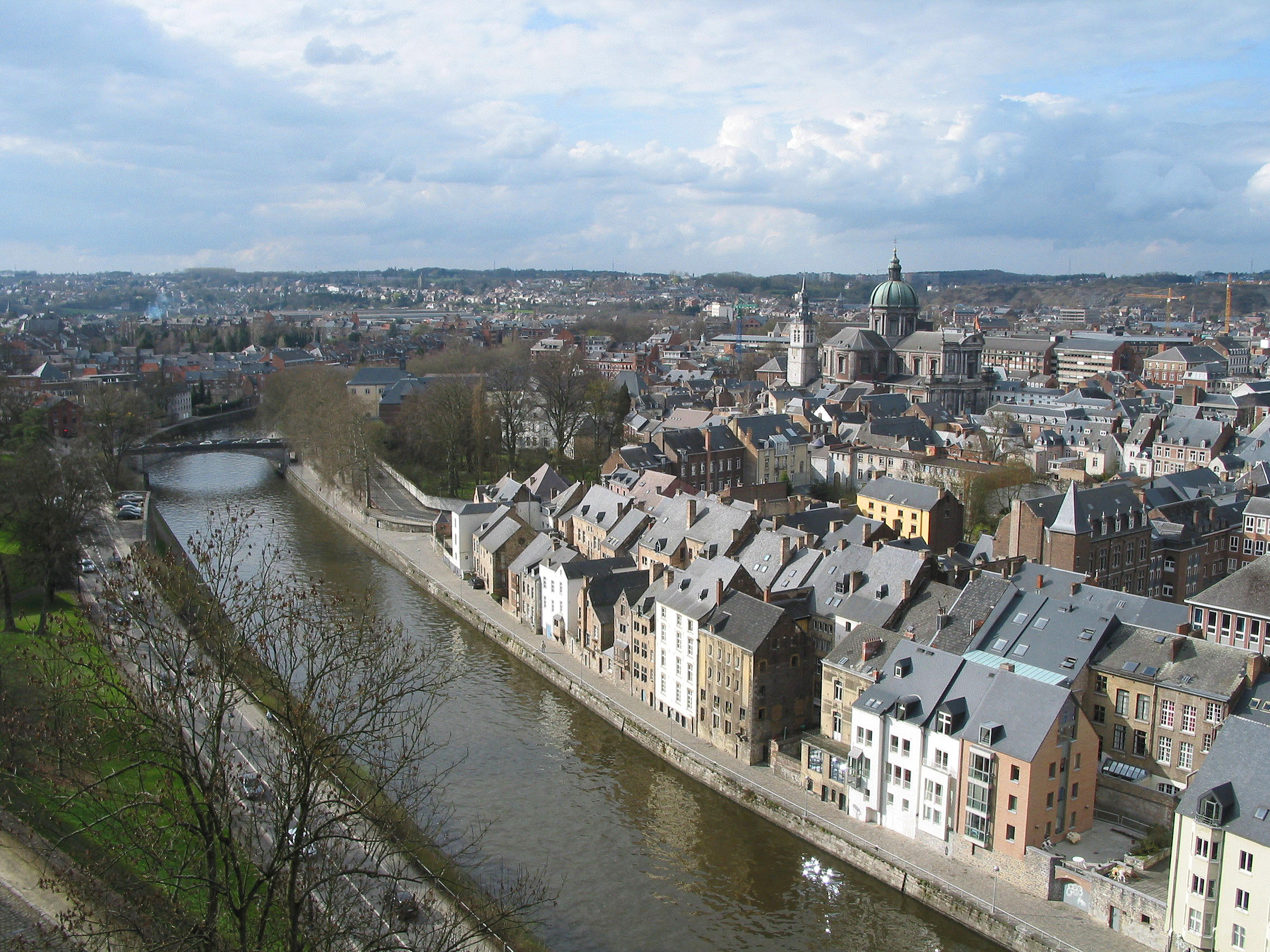
Il fiume Sambre attraversa il centro di Namur

Le continue precipitazioni e la diffusa impermeabilità dei terreni fanno sì che i fiumi belgi siano, in genere, molto ricchi di acque, ma quasi nessuno di essi svolge interamente il suo corso nel territorio del Paese.
Il medio e basso Belgio manda le sue acque alla Schelda, un tipico fiume di pianura, dalla scarsa pendenza e dal regime assai regolare. Benché abbia le sue origini in Francia e la foce nei Paesi Bassi, la Schelda è veramente il fiume belga per eccellenza, in quanto drena coi suoi affluenti quasi metà del territorio. A sud, la Mosa incide dapprima l'altopiano delle Ardenne, dando origine a valli incassate, ed entra quindi nel grande solco longitudinale percorso nel primo tratto dalla Sambre, l'unico importante tra i suoi affluenti di sinistra; da destra, invece, riceve diversi affluenti che scendono, con percorsi piuttosto brevi, dalle Ardenne.
I fiumi belgi sono quasi tutti navigabili e costituiscono di conseguenza importanti vie di comunicazione; essi sono collegati tra loro da un articolato sistema di canali che si estende per una lunghezza complessiva di circa 1 600 km navigabili.

### Clima
Il clima è di tipo atlantico, caratterizzato sulla costa da una forte umidità e da scarse variazioni di temperatura. Nelle regioni interne si ha un aumento dell'escursione termica e sui rilievi gli inverni sono più rigidi. Le precipitazioni sono abbondanti e regolari.
Il Belgio gode di un clima che nel complesso può definirsi atlantico ma, sia perché il territorio si addentra alquanto nell'interno del continente, sia per la presenza dell'altopiano delle Ardenne, vi sono differenze sensibili in rapporto all'altitudine e alla distanza dal mare. Le temperature medie aumentano col procedere dall'interno verso la costa. La media delle temperature massime estive è di 25 °C, quella delle massime invernali è di 7,2 °C; i minimi e massimi annuali storici sono: -30,1 °C e +38,8 °C, ma la storica ondata di caldo del luglio 2019 ha fatto superare i 40 gradi.
Le precipitazioni sono ben distribuite tra i mesi dell'anno, ma solo sulla costa il regime è oceanico (con piogge in tutte le stagioni, con prevalenza in autunno), in quanto nell'interno del paese si fa già sentire l'influenza dell'Europa continentale, con una maggiore incidenza delle precipitazioni estive.

### Flora e fauna

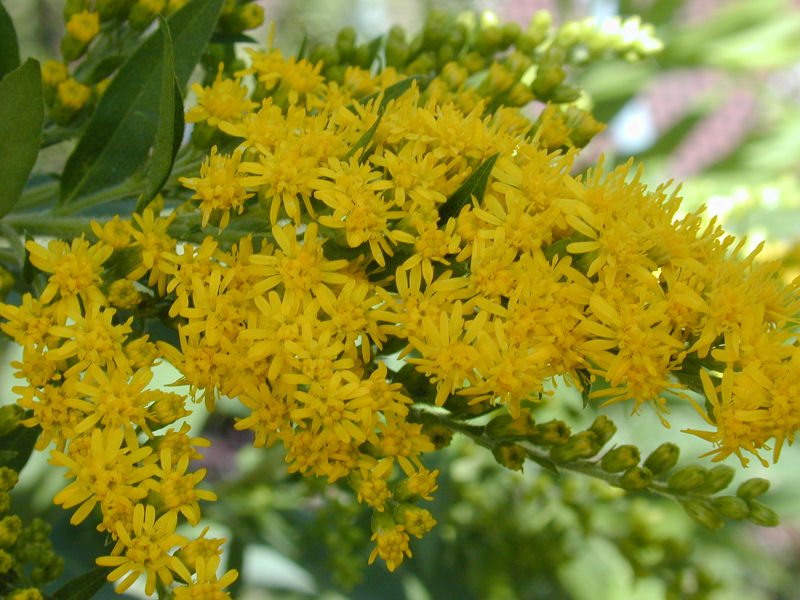
Verga d'oro

Le aree forestali delle regioni pianeggianti e collinari sono composte prevalentemente da latifoglie quali querce, olmi e a quote più elevate, faggi. Nel massiccio delle Ardenne sono diffuse invece le foreste di conifere intervallate da brughiere e torbiere. Numerose sono le specie di piante da fiore quali giacinti, verghe d'oro, pervinche e digitali.
La fauna selvatica, che vive in gran parte nelle aree forestali, comprende la volpe, il tasso, lo scoiattolo, la donnola e la martora. Nelle regioni montuose vivono il daino e il cinghiale.

### Aree protette

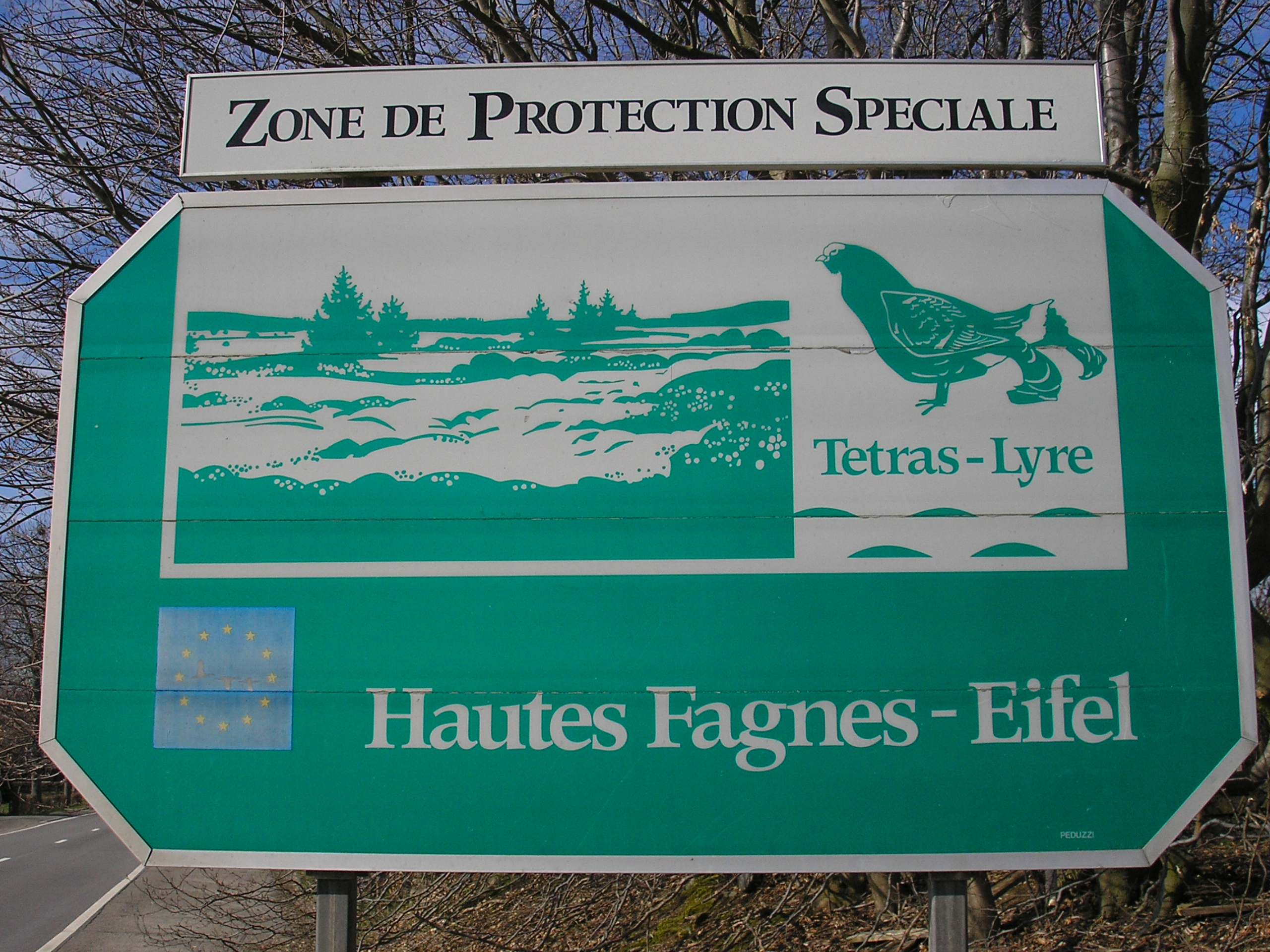
Cartello di confine dell'omonimo Parco nazionale

Il paese, essendo densamente popolato, conserva ancora pochi ambienti intatti dal punto di vista naturalistico. La protezione si realizza in modo frammentato tra stato, comunità e regioni in primo luogo, ma anche fra province e comuni, che rappresentano gli enti amministrativi preposti, i quali possono realizzare interventi in modo autonomo e indipendente tra loro. Anche per questo motivo un ruolo di notevole importanza nella promozione di azioni integrate di protezione della natura è svolto soprattutto dalle organizzazioni private. Proprio alcune di queste, nel 1952, hanno dato vita all'Unione nazionale per la protezione della natura, affiancandosi all'Associazione delle riserve naturali e ornitologiche del Belgio e all'associazione Wielewaal.
Nel complesso la superficie protetta è molto esigua, giungendo solo a circa il 2,8%, ma in realtà il territorio effettivamente protetto (quello rientrante nelle riserve naturali, di proprietà e gestione pubblica) occupa poco più dello 0,5%. Al momento in Belgio si contano 97 riserve naturali e 3 riserve forestali statali, mentre vi sono 263 "riserve naturali autorizzate", di proprietà e gestione privata, che possono usufruire di sussidi statali. Quelle private sono, in genere di dimensioni più limitate ma, nel complesso, tutte le aree protette del Belgio hanno estensione contenuta.

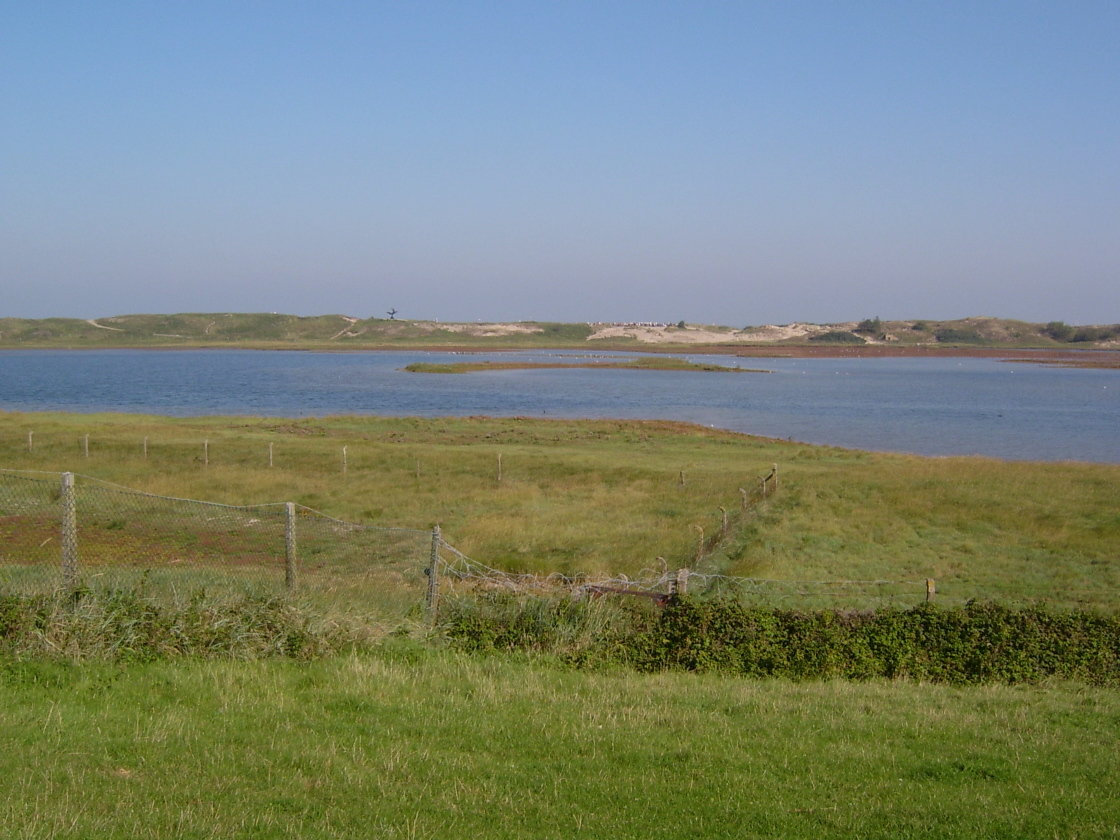
La riserva naturale privata dello Zwin

Solo il Parco nazionale delle Hautes Fagnes-Eifel, istituito nel 1984, nella provincia di Liegi, ha una vasta superficie (67 850 ettari) e una maggiore varietà di paesaggi. Innanzitutto la foresta, che ricopre il 50% del territorio del parco, poi torbiere, il paesaggio fluviale del fiume Our e quello lacustre dei due laghi artificiali di Bütgenbach e Robertville.
Tra le riserve naturali particolare importanza riveste quella dello Zwin, una zona umida istituita nel 1952 per iniziativa privata (da parte dell'Associazione delle riserve naturali e ornitologiche), che si estende su 150 ettari, di cui 25 in territorio olandese. Si tratta di un ambiente di grande interesse, che comprende prevalentemente piane fangose, paludi salmastre e stagni, nei quali trova ricovero una grande varietà di uccelli acquatici.

## Popolazione

### La capitale
La capitale del Belgio è Bruxelles, che conta 168 230 abitanti, ma diventano oltre un milione se si conta l'area metropolitana.

### Le città più importanti
Le città più importanti del Belgio in base alla popolazione sono Anversa con 507 000 residenti, Gand con 249 000 residenti; Bruges con 117 000 residenti; Charleroi con 204 000 residenti, Liegi con 197 000 residenti, la capitale Bruxelles con 168 230 residenti, ma con più un milione di residenti nell'area metropolitana e Namur con 110 000 residenti.

### Il numero della popolazione
La popolazione belga è costituita da circa 11,56 milioni di abitanti.

### I primi insediamenti
Le più antiche tracce umane ritrovate nel Belgio si riferiscono al Paleantropo di Neanderthal: rari e modesti sono i reperti del Paleolitico superiore e quelli successivi del Neolitico (ritrovamenti dell'Hesbaye e dell'Hainaut). Numerosi, invece, i reperti di abitati palafitticoli nella Fiandra occidentale e nel Brabante, con persistenze fin nell'età del ferro (come dimostrano i siti archeologici di Neckerspeel, Austruweel, Contich).

### Sviluppo demografico e lingue
Si sa per certo, grazie alle testimonianze di Giulio Cesare, che delle popolazioni celtiche si erano già in età storica sovrapposte in ondate successive agli indigeni. Successivamente, le immigrazioni dovute alla conquista romana latinizzarono completamente la regione; in seguito, quando popolazioni germaniche vennero a insediarsi nelle pianure settentrionali, l'elemento celto-romano si rifugiò sugli altopiani meridionali dove poté conservare a lungo la sua parlata. Da quest'antica distribuzione sul territorio belga di due popolazioni di diversa stirpe deriva la duplicità linguistica che ancora oggi caratterizza gli abitanti del Belgio: nelle Fiandre, regione settentrionale del paese, si parla l'olandese, più correttamente chiamato neerlandese (di cui viene parlata la variante fiamminga), mentre in Vallonia, nel Belgio meridionale, viene parlato il francese (in effetti il vecchio dialetto vallone non viene più usato dalla popolazione). In Vallonia è presente, inoltre, una minoranza di lingua tedesca che conta 70 000 rappresentanti, concentrati in nove comuni attorno ai centri di Eupen e Sainth-Vith, nella parte orientale della provincia di Liegi. La regione di Bruxelles è invece ufficialmente bilingue, anche se la componente francofona è di gran lunga la principale. Il 55% circa dei belgi è di madrelingua neerlandese e circa il 38% di madrelingua francese. Nel 1830, quando il Belgio si costituì come stato indipendente, la popolazione assommava a 3 785 000 abitanti; nel 1914, alla vigilia della guerra, si contavano 7,5 milioni di abitanti: la consistenza demografica del paese era raddoppiata in meno di un secolo. In seguito, sia per le conseguenze dell'evento bellico, sia soprattutto perché l'indice di natalità andò progressivamente calando, l'incremento fu assai meno rapido: nel 1947 erano stati raggiunti gli 8,5 milioni di abitanti e nel 1961 si sfioravano i 9. Anche la mortalità è progressivamente diminuita durante l'ultimo secolo e ciò ha permesso che fosse mantenuta l'eccedenza dei nati sui morti, anche se in forte attenuazione. Occorre notare, tuttavia, che storicamente l'elemento fiammingo ha sempre manifestato una maggiore vitalità demografica, tendendo a prevalere numericamente rispetto all'elemento vallone.

### Le recenti dinamiche demografiche

Andamento demografico (clicca per ingrandire)

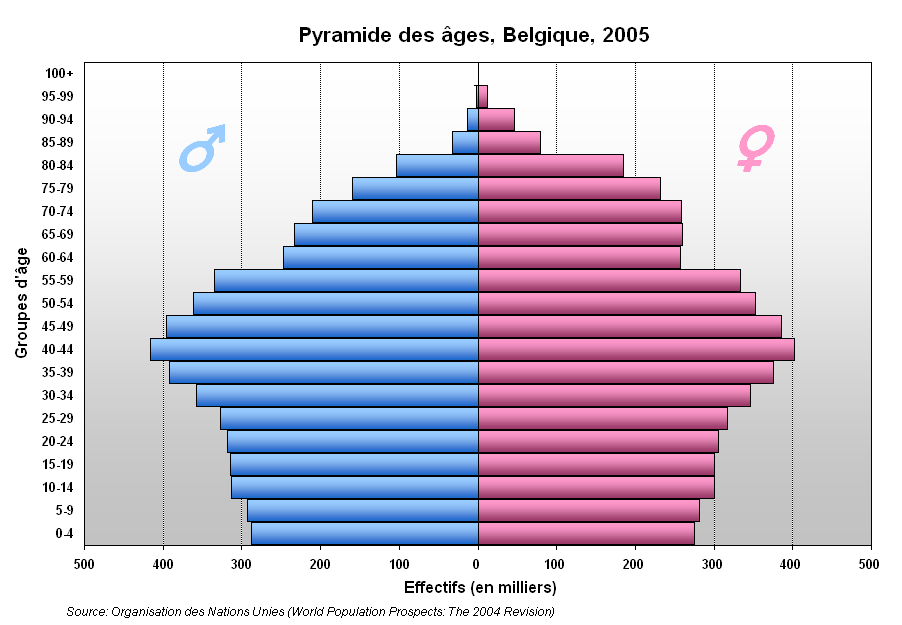
Piramide delle età (in migliaia)

A partire dagli anni sessanta il ritmo di accrescimento demografico si è andato progressivamente riducendo: nel corso di tutto il quarantennio successivo la popolazione belga è aumentata di poco più di un milione di unità. Tale incremento si è verificato soprattutto nel periodo tra il 1961 e il 1980, durante il quale i residenti hanno quasi raggiunto la soglia dei 10 milioni, per poi aumentare di appena 200 000 unità in tutto il ventennio seguente, con tassi medi annui prossimi allo zero. Questa stasi demografica si è manifestata con particolare evidenza negli anni ottanta, durante i quali la popolazione è aumentata di appena 15 000 unità: al declino del tasso di natalità si è infatti associata in Belgio una notevole riduzione del flusso migratorio dall'estero, depresso dalla crisi del settore siderurgico, uno dei principali sbocchi occupazionali del paese.
Gli anni novanta sono stati, invece, caratterizzati da un incremento più sostenuto, che all'inizio del XXI secolo ha portato la popolazione ben al di sopra della soglia dei 10 200 000 residenti (mentre alla fine del 2007 la popolazione contava 10 585 000 abitanti). Alla base di questa lieve inversione di tendenza ci sono l'intensificato flusso migratorio - stimolato da una migliore situazione economica - e la ripresa del tasso di natalità: quest'ultimo, in costante calo dal secondo dopoguerra, ha conosciuto a partire dalla seconda metà degli anni novanta una stabilizzazione e quindi un leggero aumento, assestandosi nel 2006 sul valore dell'11,5‰; il crescente divario con il tasso di mortalità, che è invece risultato in ulteriore diminuzione (10,2‰), ha garantito un saldo naturale positivo e in leggera crescita.
La densità di popolazione del Belgio, con 345 abitanti/km², è la terza più elevata nell'Unione Europea (dopo quella di Malta e dei Paesi Bassi). La struttura per età mostra una popolazione piuttosto interessata dal problema dell'invecchiamento, senza grandi differenze regionali: la classe di età compresa tra i 15 e i 65 anni rappresenta circa il 65,5% del totale, mentre quella dei giovani al di sotto dei 15 anni raggiunge il 17,5%, con tendenza a un'ulteriore riduzione. Anche la speranza di vita non mostra divari regionali significativi e si è assestata a 77 anni per gli uomini e a 82 per le donne.

### Distribuzione della popolazione

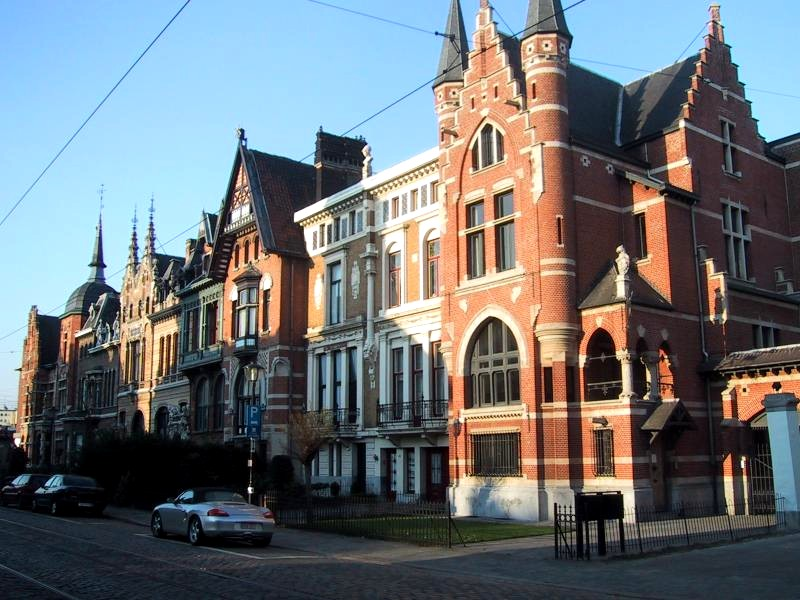
Anversa. Un tipico caseggiato urbano.

La distribuzione della popolazione presenta una certa disomogeneità spaziale, retaggio di vicende storiche ed economiche che hanno portato a una concentrazione demografica nelle aree di gravitazione dei maggiori centri urbani e dei principali distretti minerari e industriali. Emergono pertanto significativi divari regionali.
La regione più popolata è quella fiamminga, con il 58% della popolazione totale (6 120 000 abitanti) e una densità di 447 abitanti/km²; le aree di maggiore popolamento sono quella costiera, interessata dalle agglomerazioni di Anversa, Gand e Bruges, l'area emergente di Courtrai e il polo limburghese. Nella regione vallone risiede circa un terzo della popolazione totale (3 435 000), con una densità assai inferiore a quella fiamminga (202 abitanti/km²); ben sottolineato dalle vicende storiche del popolamento appare il solco Haine-Sambre-Mosa, con due grandi agglomerati in corrispondenza delle aree urbane di Liegi e Charleroi. La concentrazione demografica è invece massima nella regione urbana di Bruxelles, situata al centro di un'area a elevata densità di popolazione delimitata da Anversa, Lovanio, Nivelles, e Gand; l'agglomerato bruxellese supera il milione di abitanti (1 031 000), quasi un decimo della popolazione totale e presenta una densità tipica delle grandi concentrazioni urbane, superiore ai 6 200 abitanti/km².

### Urbanizzazione e deurbanizzazione

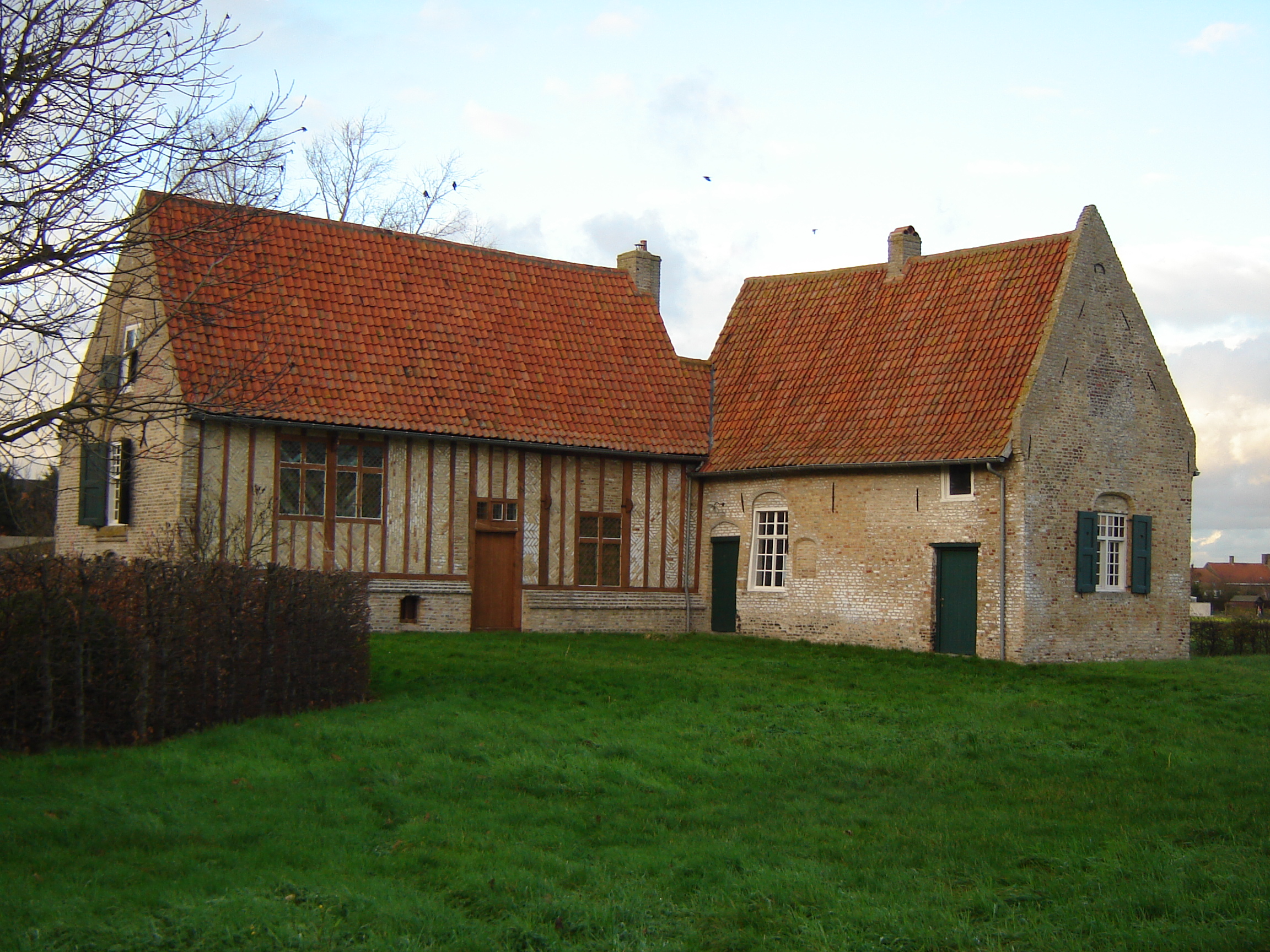
Un esempio di abitazione rurale tradizionale

La rete urbana del Belgio si presenta a maglie particolarmente fitte: otto città superano la soglia dei 100 000 residenti e sedici hanno una popolazione compresa tra i 50 000 e i 100 000 abitanti, mentre sono particolarmente numerosi i piccoli centri con popolazione inferiore ai 5 000 abitanti. Le principali città del paese sono: la capitale Bruxelles (168 230, ma oltre un milione nell'area metropolitana); Anversa (507 000 residenti), Gand (249 000) e Bruges (117 000) nella regione fiamminga; Charleroi (204 000), Liegi (197 000) e Namur (110 000) in quella vallona.
Il grado di urbanizzazione – inteso come percentuale di popolazione residente in località urbane – si presenta in Belgio con un'intensità che non ha pari in nessun altro paese europeo, ed è tale da posizionare il regno ai primi posti nella classifica mondiale: il suo peso percentuale è salito sino a raggiungere alla metà degli anni novanta il 97 %, ai livelli di Singapore e Hong Kong. Fra le tendenze recenti in materia di urbanizzazione vi è innanzitutto un certo calo demografico nelle agglomerazioni urbane con una popolazione superiore ai 100 000 abitanti, interessate da un processo di deurbanizzazione in atto già dalla fine degli anni settanta, a vantaggio di soluzioni residenziali di tipo periurbano, ai limiti dello spazio rurale.
Conseguentemente, a partire dagli anni ottanta cresce il peso relativo ai centri di taglia media, con popolazione compresa tra i 10 000 e i 50 000 abitanti, ma sono soprattutto i piccoli centri, in particolar modo quelli della regione fiamminga, a mostrare una notevole vivacità demografica.
Inoltre si è osservata a partire dagli anni novanta una ripresa demografica, anche se modesta in valore assoluto dell'insediamento di tipo rurale, grazie anche all'efficiente rete di trasporti che ha consentito a molti lavoratori dell'industria e del terziario occupati nelle città di conservare o adottare residenze rurali. Nello specifico, si rileva una predominanza di abitati rurali in alcuni distretti delle Fiandre occidentali, del Limburgo, del Brabante, dell'Hainaut e di Liegi.

### Caratteristiche migratorie
Lo sviluppo demografico che ha interessato il Belgio all'indomani del secondo conflitto mondiale ha attivato consistenti afflussi di manodopera straniera; l'importanza del fenomeno appare chiara se si considera il peso percentuale dei residenti di origine straniera sulla popolazione totale (9,8%); tale percentuale risulta la terza più elevata in Europa.
Per tutto il XIX secolo e nei primi decenni del XX i movimenti di emigrazione e di immigrazione sono stati di modesta entità, con una certa prevalenza degli esodi. Dopo la prima guerra mondiale, però, le immigrazioni cominciarono a superare le emigrazioni; infatti molti lavoratori affluirono da paesi vicini (ma anche dall'Italia, creando la comunità degli Italo-belgi) per lavorare nelle industrie e nelle miniere. Alla fine degli anni settanta il numero totale degli stranieri in Belgio sfiorava le 900 000 unità (di cui quasi 300 000 Italiani). Negli anni ottanta la crisi siderurgica ha provocato un declino del flusso migratorio; solo dagli anni novanta, grazie alla migliorata situazione economica, si è registrata una certa ripresa del fenomeno, sia pure a fasi alterne.
Secondo le ultime stime i residenti d'origine straniera supererebbero il milione di unità: la comunità più numerosa sarebbe quella marocchina (356 000 rappresentanti), seguita da quella italiana (253 000), turca (167 000), francese (88 600) e olandese (42 000). Un belga su cinque ha origini non belghe, e due milioni di belgi hanno immigrati tra i propri antenati.
|                 | 2000   | 2001   | 2002   | 2003   |
| --------------- | ------ | ------ | ------ | ------ |
| Totale          | 57 295 | 65 974 | 70 230 | 68 800 |
| Africa          | 9 726  | 12 879 | 15 019 | 14 421 |
| Africa del nord | 6 648  | 8 351  | 9 903  | 9 825  |
| – Algeria       | 466    | 673    | 710    | 732    |
| – Marocco       | 5 667  | 7 072  | 8 495  | 8 444  |
| – Tunisia       | 354    | 440    | 494    | 510    |
| Africa nera     | 3 078  | 4 528  | 5 116  | 4 596  |
| – R. D. Congo   | 831    | 1 425  | 1 325  | 1 134  |
| – Camerun       | 249    | 334    | 468    | 456    |
| Asia            | 7 739  | 9 056  | 11 166 | 10 904 |
| – Turchia       | 2 812  | 2 982  | 3 872  | 3 828  |
| – Cina          | 815    | 1 272  | 2 125  | 1 575  |
| – Giappone      | 890    | 798    | 820    | 938    |
| – India         | 662    | 852    | 959    | 1 101  |
| – Pakistan      | 146    | 283    | 383    | 390    |
| Europa          | 34 316 | 37 298 | 37 691 | 37 775 |
| – Germania      | 3 037  | 2 884  | 2 966  | 2 942  |
| – Spagna        | 1 355  | 1 528  | 1 503  | 1 545  |
| – Francia       | 8 108  | 8 040  | 8 135  | 8 191  |
| – Grecia        | 533    | 554    | 593    | 641    |
| – Italia        | 2 600  | 2 439  | 2 310  | 2 293  |
| – Paesi Bassi   | 7 178  | 8 167  | 8 404  | 8 547  |
| – Polonia       | 1 134  | 2 928  | 2 427  | 2 086  |
| – Portogallo    | 1 324  | 1 347  | 1 567  | 1 823  |
| – Regno Unito   | 3 225  | 2 660  | 2 543  | 2 496  |
| – Svezia        | 640    | 515    | 526    | 481    |
| – Romania       | 650    | 966    | 994    | 998    |
| – Russia        | 579    | 645    | 594    | 610    |
| Americhe        | 5 120  | 6 018  | 5 787  | 5 306  |
| – Brasile       | 416    | 487    | 472    | 451    |
| – Canada        | 566    | 540    | 632    | 628    |
| – Stati Uniti   | 2 794  | 2 891  | 2 701  | 2 483  |
| Totale          | 57 295 | 65 974 | 70 230 | 68 800 |
|                 | 2000   | 2001   | 2002   | 2003   |

### Comunità linguistiche
In Belgio, l'argomento etnico è profondamente legato a quello linguistico e ha portato alla creazione di uno Stato federale unico al mondo nel suo genere. In effetti, nel paese si parlano tre lingue alle quali viene associata l'esistenza di tre gruppi linguistici: fiamminghi (di lingua olandese, nella sua forma locale chiamata fiammingo), valloni (di lingua francese) e tedeschi di lingua tedesca. Ognuno dei tre maggiori gruppi linguistici viene chiamato Comunità, termine che corrisponde a una suddivisione culturale amministrativa all'interno dello stato federale, accanto a un'ulteriore suddivisione delle federazione in tre regioni, regioni che non combaciano con la stretta definizione delle comunità descritte. In realtà parlare di "etnie" per il Belgio è molto difficile: si appartiene a un gruppo linguistico per localizzazione geografica, non a un gruppo etnico o familiare.
Ogni Comunità si occupa degli argomenti scolastici e culturali dei propri locutori residenti in zone monolingui e/o bilingui sul territorio: Comunità francofona, Comunità fiamminga e Comunità germanofona del Belgio. Secondo l'ultimo censimento linguistico - che risale al 1990 - più della metà della popolazione belga risulta di lingua olandese (58,2%), mentre la lingua francese risulta essere la seconda lingua (34,1%), seguita dal tedesco parlato da meno dell'1% della popolazione. Il resto della popolazione parla altre lingue (per esempio arabo, italiano, portoghese…): si tratta di immigrati che praticano ancora la propria madrelingua.
Tre regioni sono state create nello stato belga per organizzare la vita economica delle comunità e quella della capitale, Bruxelles, la quale è ufficialmente bilingue (olandese-francese).
Una prima regione è quella delle Fiandre, in cui la lingua ufficiale è l'olandese (nella sua variante fiamminga) e che ha messo in comune i propri organi amministrativi con quelli della Comunità fiamminga con un'unica sede governativa a Bruxelles.
Una seconda regione è quella della Vallonia, dove la lingua ufficiale è il francese. In Vallonia risiede anche la Comunità di lingua tedesca concentrata nelle zone del sud-est e con sede a Eupen. La regione della Vallonia ha sede a Namur, mentre la Comunità francofona ha sede a Bruxelles.
La terza regione belga è la regione di Bruxelles-Capitale, enclave ufficialmente bilingue (francese e olandese) situata geograficamente nella regione delle Fiandre. I dati dicono, però, che Bruxelles è principalmente francofona (le statistiche parlano del 70% circa della popolazione), con soltanto il 10% di abitanti di lingua olandese e almeno il 20% che parla altre lingue: si tratta anche in questo caso di immigrati che parlano la propria madrelingua; forti sono i contrasti tra le comunità. La regione di Bruxelles-Capitale include 19 comuni: Anderlecht, Auderghem, Berchem-Sainte-Agathe, Bruxelles, Etterbeek, Evere, Forest, Ganshoren, Ixelles, Jette, Koekelberg, Molenbeek-Saint-Jean, Saint-Gilles, Saint-Josse-ten-Noode, Schaerbeek, Uccle, Watermael-Boitsfort, Woluwe-Saint-Lambert, Woluwe-Saint-Pierre. Quella che viene conosciuta di solito come Bruxelles è, dunque, solo uno dei 19 comuni e il capoluogo della regione amministrativa di Bruxelles-Capitale. A complicare lo status della città è il fatto che Bruxelles sia anche la capitale del Belgio, la capitale della regione delle Fiandre, la capitale della Comunità francofona del Belgio e la capitale de facto dell'Unione europea.

## Religioni

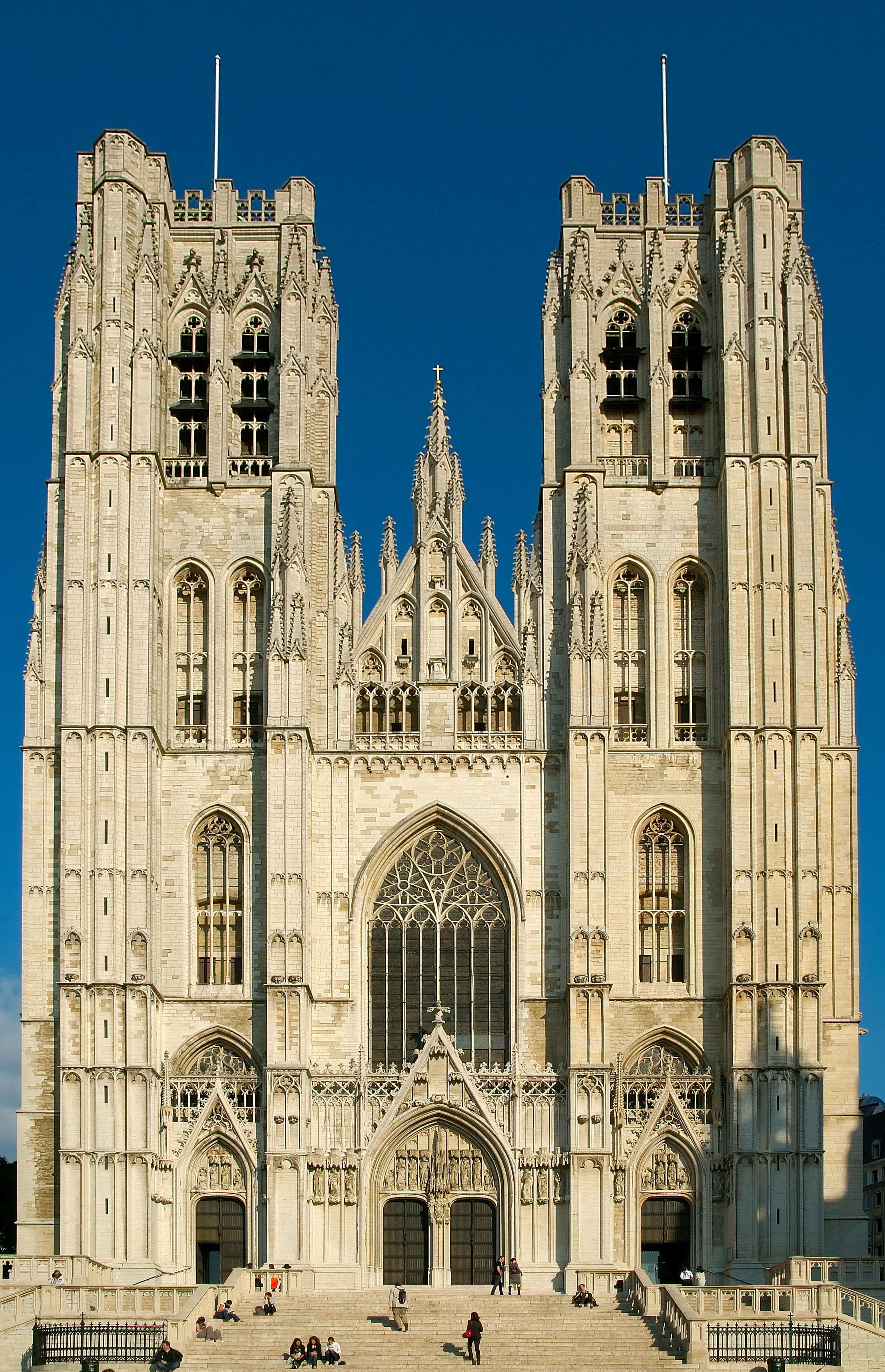
Concattedrale di San Michele e Santa Gudula

Il cattolicesimo è la religione principale; tuttavia è in atto un forte processo di secolarizzazione. Nel 2010 il 60% della popolazione si dichiara cattolico, pur essendo l'87% della popolazione nato in famiglie cattoliche. Nel 1980 si dichiarava cattolico il 72% dei belgi, sceso al 68% nel 1990 e al 65% nel 2005.
La religione fu una delle differenze tra il sud cattolico e il nord protestante del Regno dei Paesi Bassi che portarono alla separazione del sud, nel 1830, e alla nascita del Belgio attuale. Questo spiega anche l'attuale prevalenza numerica dei cattolici.
Dal 1830, il cattolicesimo ha avuto anche un ruolo importante nella politica belga. Un esempio sono le cosiddette "guerre scolastiche" ("guerres scolaires" in francese) tra liberali e cattolici che si ebbero tra il 1879 e il 1884 ("prima guerra scolastica"), e tra il 1954 e il 1958 ("seconda guerra scolastica").
Vi sono inoltre minoranze musulmane, protestanti ed ebraiche e di Testimoni di Geova. L'Antoinismo è l'unica religione nata in Belgio, con la presenza di 32 templi e con il primo grande tempio antoinista e centro morale e mondiale a Jemeppe-sur-Meuse nella Provincia di Liegi, in Vallonia, la cui notorietà (particolarmente in Francia) ha superato i confini del paese.

## Ordinamento dello Stato

### Suddivisioni storiche e amministrative
Il 14 luglio 1993 vi è stata una revisione della costituzione finalizzata alla creazione di uno Stato federale basato su tre livelli:
- Il governo federale con sede a Bruxelles
- Le tre comunità linguistiche:
  - francofona
  - fiamminga
  - germanofona
- Le tre regioni:
  - Regione di Bruxelles-Capitale (con una popolazione di lingua olandese e francese, di circa 960 000 persone)
  - Fiandre (principalmente di lingua olandese, con una popolazione di circa 6 000 000)
  - Vallonia (principalmente di lingua francese, con una popolazione di circa 3 300 000)

Le ultime due regioni sono divise ognuna in 5 province.
Tra parentesi i nomi locali di ogni provincia, in francese o olandese:
1. Fiandre (di lingua olandese; Vlaanderen in olandese, Flandre o Flandres in francese, Flandern in tedesco):
  - Anversa (Antwerpen)
  - Limburgo (Limburg)
  - Fiandre Orientali (Oost-Vlaanderen)
  - Fiandre Occidentali (West-Vlaanderen)
  - Brabante Fiammingo (Vlaams-Brabant)
2. Vallonia (di lingua francese, tranne nove comuni nella parte orientale della provincia di Liegi che costituiscono la Comunità germanofona del Belgio; Wallonie in francese, Wallonië in fiammingo, Wallonie in tedesco):
  - Brabante Vallone (Brabant Wallon)
  - Namur
  - Liegi (Liège)
  - Annonia (Hainaut)
  - Lussemburgo (Luxembourg)
3. La Regione di Bruxelles-Capitale (Région de Bruxelles-Capitale in francese, Brussels Hoofdstedelijk Gewest in fiammingo, Region Brüssel-Hauptstadt in tedesco).

Ogni entità provinciale è ulteriormente suddivisa in circondari amministrativi e quindi in municipalità chiamate gemeenten in fiammingo e communes in francese (vedi Comuni del Belgio e città del Belgio).
La Regione di Bruxelles-Capitale è costituita da un unico arrondissement.

### Città principali
| Città (italiano) | Città (francese) | Città (olandese) | Provincia           | Popolazione |
| ---------------- | ---------------- | ---------------- | ------------------- | ----------- |
| Bruxelles        | Bruxelles        | Brussel          | Bruxelles-Capitale  | 2 100 000   |
| Anversa          | Anvers           | Antwerpen        | Anversa             | 507 911     |
| Gand             | Gand             | Gent             | Fiandre Orientali   | 248 813     |
| Charleroi        | Charleroi        | Charleroi        | Hainaut             | 203 753     |
| Liegi            | Liège            | Luik             | Liegi               | 195 931     |
| Bruges           | Bruges           | Brugge           | Fiandre Occidentali | 117 577     |
| Namur            | Namur            | Namen            | Namur               | 110 500     |
| Lovanio          | Louvain          | Leuven           | Brabante Fiammingo  | 97 692      |
| Mons             | Mons             | Bergen           | Hainaut             | 93 941      |
| Malines          | Malines          | Mechelen         | Anversa             | 82 602      |
| Hasselt          | Hasselt          | Hasselt          | Limburg             | 74 588      |

1. ↑  Riguardo alla capitale, è considerata la popolazione del suo agglomerato urbano, identificabile con l'intera regione Bruxelles-Capitale. Infatti, la popolazione della singola municipalità di Bruxelles-Città (chiamata Bruxelles-Ville, Brussel-Stad) ammonterebbe a 143 056 ab. Nel dato della popolazione di Bruxelles in tabella sono stati conteggiati dunque anche i comuni di Anderlecht, Schaerbeek / Schaarbeek, Ixelles / Elsene ecc., che formano con la capitale un tessuto urbano organico e che pertanto possono esservi assimilati.

### Istituzioni

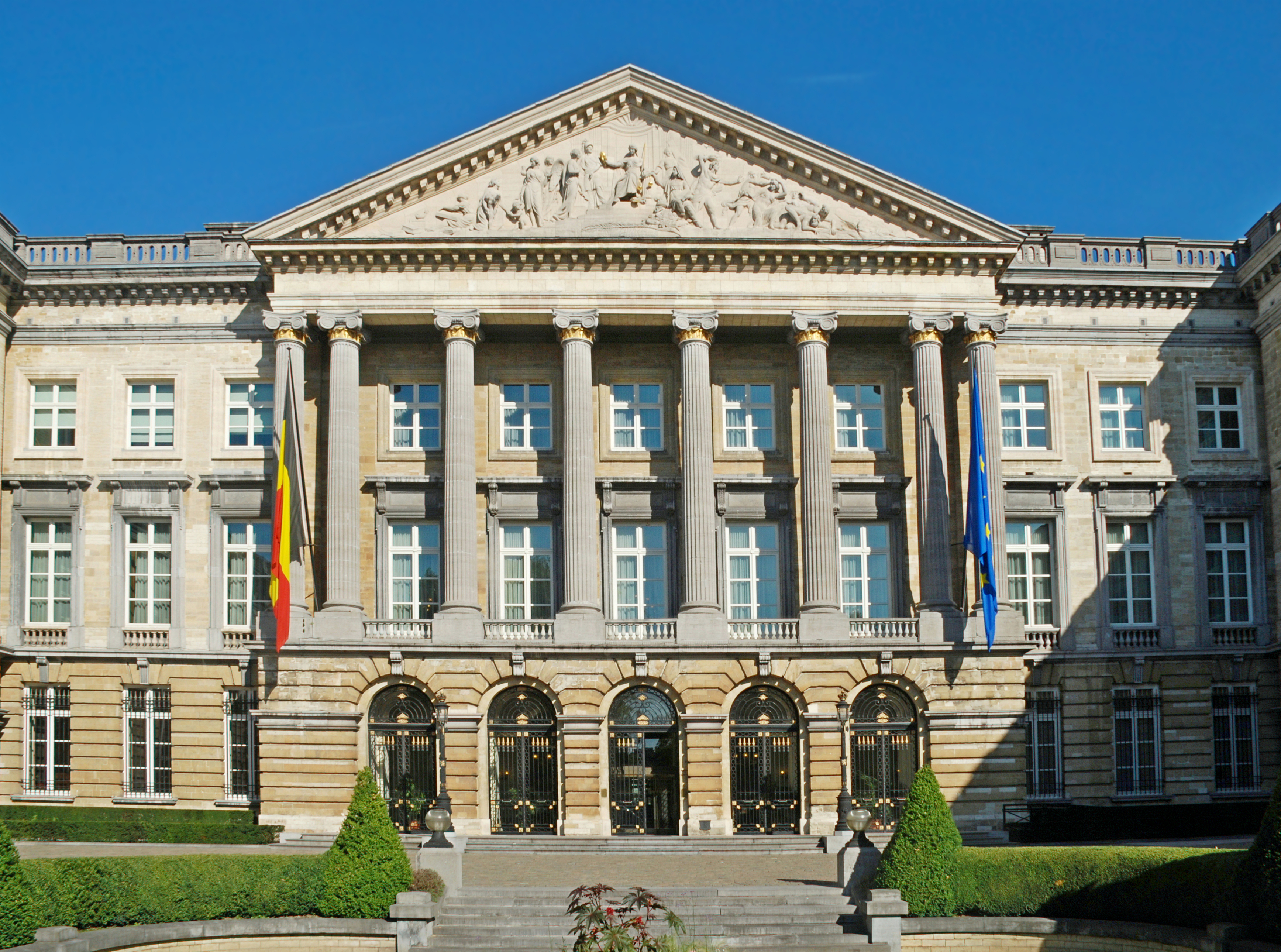
Sede del Parlamento federale a Bruxelles

Il Belgio è una monarchia parlamentare federale, il cui Capo di Stato è il re Filippo. Il sistema politico del paese si fonda su una complessa struttura confederale, rafforzata dagli emendamenti costituzionali del 1993, proposti al fine di evitare la definitiva rottura tra la comunità fiamminga e quella vallona. Ciononostante si registrano ancora oggi consistenti residui di tensioni di natura politico-economica tra i due gruppi etnici. Il federalismo belga si basa sul concetto dell'"equipollenza delle norme"; in parole povere, il governo unitario non ha alcun diritto di sovrastare o contraddire i decreti varati dalle regioni confederate.
Esiste un Parlamento federale, suddiviso in due camere: la Camera dei rappresentanti e il Senato.
La Costituzione belga risale al 7 febbraio 1831, data dell'approvazione da parte del Congresso nazionale belga.

### Sistema scolastico e Università
L'Università di Lovanio, la più antica del Belgio, nota ora come "vecchia università" (Vecchia università di Lovanio), fu fondata nel 1425 dal principe francese Giovanni IV di Brabante e dalla Collegiata di San Pietro. Rimase attiva fino al 1797.
La qualità del sistema Universitario nel paese, è anche supportata dall'Università libera di Bruxelles. L'istituto è caratterizzato da un'eccezionale ricerca e fa parte delle prime 250 università al mondo e delle prime 100 università in Europa.

## Politica

### Politica estera

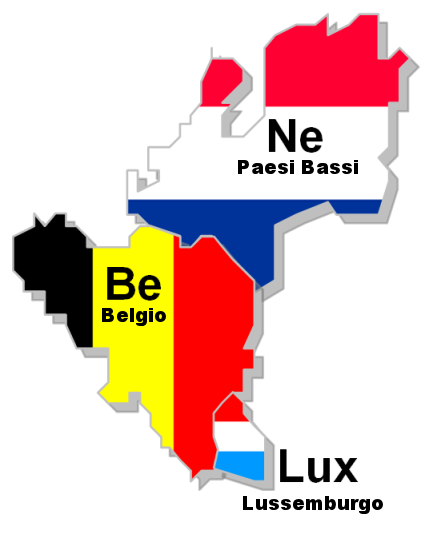
I membri del Benelux

Da quando la linea di politica estera mantenuta fino allo scoppio del secondo conflitto mondiale, improntata sulla neutralità, è stata abbandonata, il Belgio ha cominciato a giocare un ruolo fondamentale sullo scacchiere europeo. Il Paese è innanzitutto membro del Benelux, unione doganale comprendente anche Paesi Bassi e Lussemburgo, ed è tra i fondatori dell'Unione europea e della NATO.
Dal punto di vista strettamente linguistico, il Belgio è tradizionalmente diviso in tre «comunità», riconosciute come istituzioni. Le «comunità» (la fiamminga, la francofona e la germanofona) hanno poteri nell'ambito dell'istruzione e dell'assistenza sociale, limitati alle regioni di competenza. Da un punto di vista politico, le istituzioni più importanti sono le tre «regioni», a loro volta distinte in province. Le «regioni» (Fiandre, Vallonia, Bruxelles) sono dotate di propri parlamenti, che legiferano in campo economico e politico, nonché nell'ambito dei trasporti, dell'urbanistica e delle lottizzazioni e addirittura nella gestione delle relazioni internazionali. Ad esempio, un edificio scolastico a Bruxelles appartiene al sistema scolastico pubblico che viene regolato dal governo generale di Bruxelles. La scuola in quanto istituzione, comunque, ricade sotto la regolamentazione del governo fiammingo, se la prima lingua insegnata è l'olandese, o sotto il governo della comunità francese, se la lingua primaria è il francese. È un sistema complesso, in qualche modo instabile e dispendioso, ma è anche un compromesso pacifico che permette a culture distinte di vivere assieme. Per quanto concerne l'organizzazione amministrativa, le regioni sono a loro volta divise in province, fatta eccezione per il distretto di Bruxelles. Da sottolineare che dal 1980 la comunità fiamminga e la regione delle Fiandre si sono fuse in un unico organo istituzionale, mentre la comunità francofona e la regione della Vallonia sono rimaste divise, innanzitutto perché la minoranza germanofona dell'est fa parte della regione vallone ma ha una «comunità» propria, e poi perché vi sono diciannove municipalità a maggioranza francofona in territorio fiammingo. Il governo unitario federale, con sede a Bruxelles, detta le linee guida dell'economia, della previdenza sociale, dell'educazione, del fisco e delle relazioni diplomatiche, mentre ha poteri esclusivi nel campo della ricerca scientifica e dell'esercito. La netta spaccatura tra fiamminghi, francofoni e germanofoni si rispecchia anche nelle formazioni politiche: non esistono partiti nazionali attivi su tutto il territorio affiancati da fazioni regionaliste o autonomiste, ma ognuna delle tre comunità ha partiti propri.

## Festività nazionale
| Data      | Nome                       | Significato                                                                   |
| --------- | -------------------------- | ----------------------------------------------------------------------------- |
| 21 luglio | Festa nazionale del Belgio | celebra il giuramento del primo re del Belgio Leopoldo I del Belgio, nel 1831 |

### Altre ricorrenze
| Data                     | Nome                             | Significato                                                           |
| ------------------------ | -------------------------------- | --------------------------------------------------------------------- |
| 11 luglio                | Festa della Comunità fiamminga   | celebra la battaglia degli speroni d'oro del 1302                     |
| 27 settembre             | Festa della Comunità francofona  | espulsione da Bruxelles delle truppe di Guglielmo I d'Orange del 1830 |
| 3º domenica di settembre | Festa della Regione vallona      | celebra la partecipazione dei Valloni alla Rivoluzione belga del 1830 |
| 15 novembre              | Festa della Comunità germanofona | conferimento dei simboli della comunità di lingua tedesca nel 1990    |

## Economia

### Struttura economica

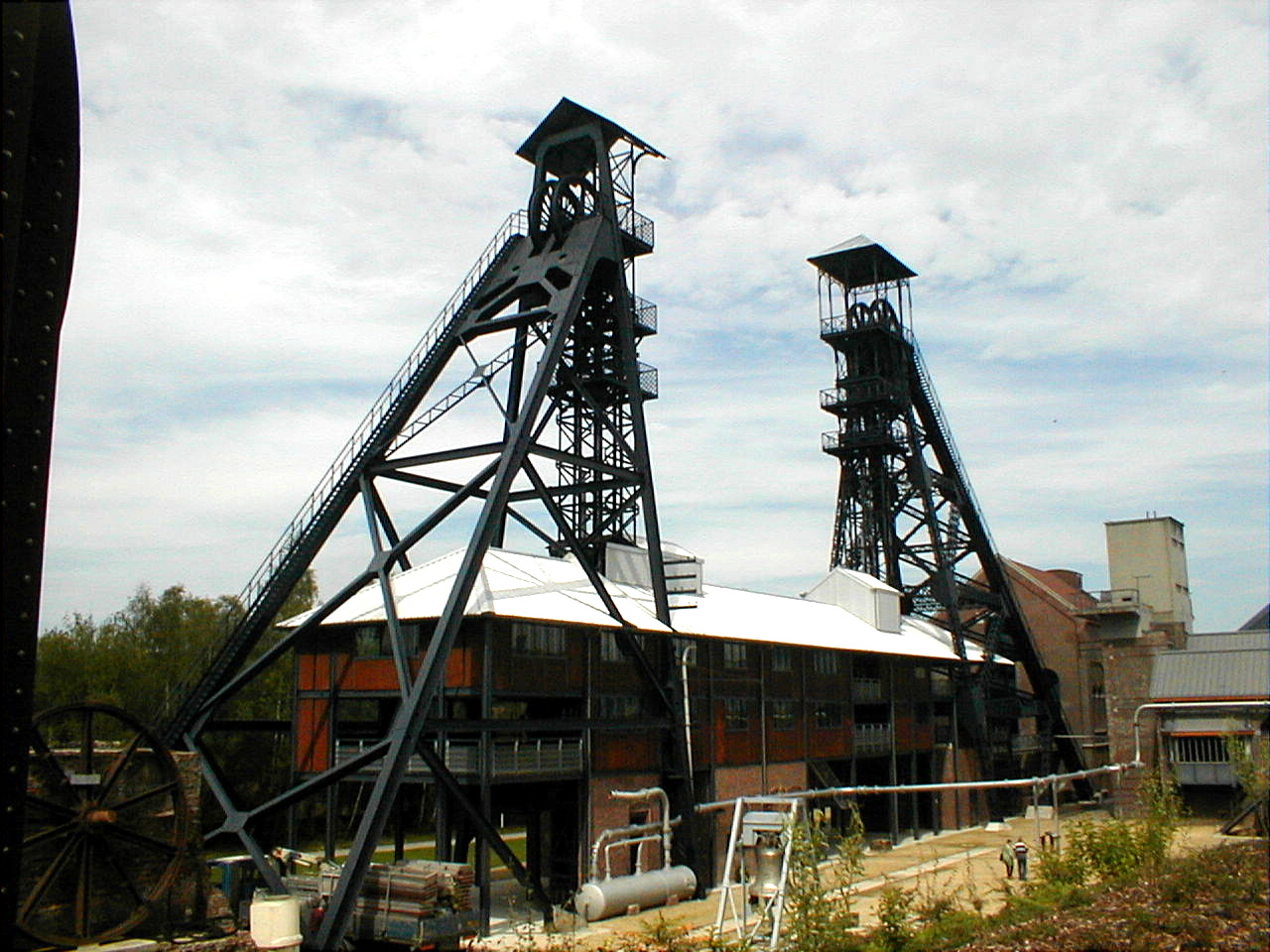
Marcinelle. Complesso minerario in cui nel 1956 morirono 262 minatori, di cui 136 italiani.

L'economia belga, nonostante alcune debolezze strutturali, è una delle più avanzate d'Europa. Il suo sviluppo è dovuto a una pluralità di fattori geografici e storici: una posizione geografica strategica nell'area economicamente più dinamica del continente europeo e un'articolata ed efficiente rete di collegamenti marittimi, fluviali e terrestri, che hanno reso possibile un elevato grado di integrazione economica con i paesi limitrofi; una tradizionale e consolidata esperienza mercantile, che ha sempre proiettato l'economia belga verso i mercati internazionali, supportata in questo da un sistema portuale fra i più sviluppati d'Europa; un'antica tradizione artigiana e industriale risalente al Medioevo (la Fiandra tessile, le armerie di Liegi, i soffiatori di vetro di Charleroi) che, favorita dalla presenza di vasti bacini carboniferi, ha stimolato un precoce sviluppo dell'industrializzazione. Infatti, nel XIX secolo il Belgio fu uno dei primi paesi a essere raggiunto dalla Rivoluzione industriale, grazie allo sfruttamento del carbone del solco Haine-Sambre-Mosa, alla facilità delle comunicazioni e alla disponibilità di una manodopera abbondante e qualificata. Il Belgio occupa il 22º posto nella classifica ISU (Indice di Sviluppo Umano), mentre l'Italia è collocata nella ventiseiesima posizione.

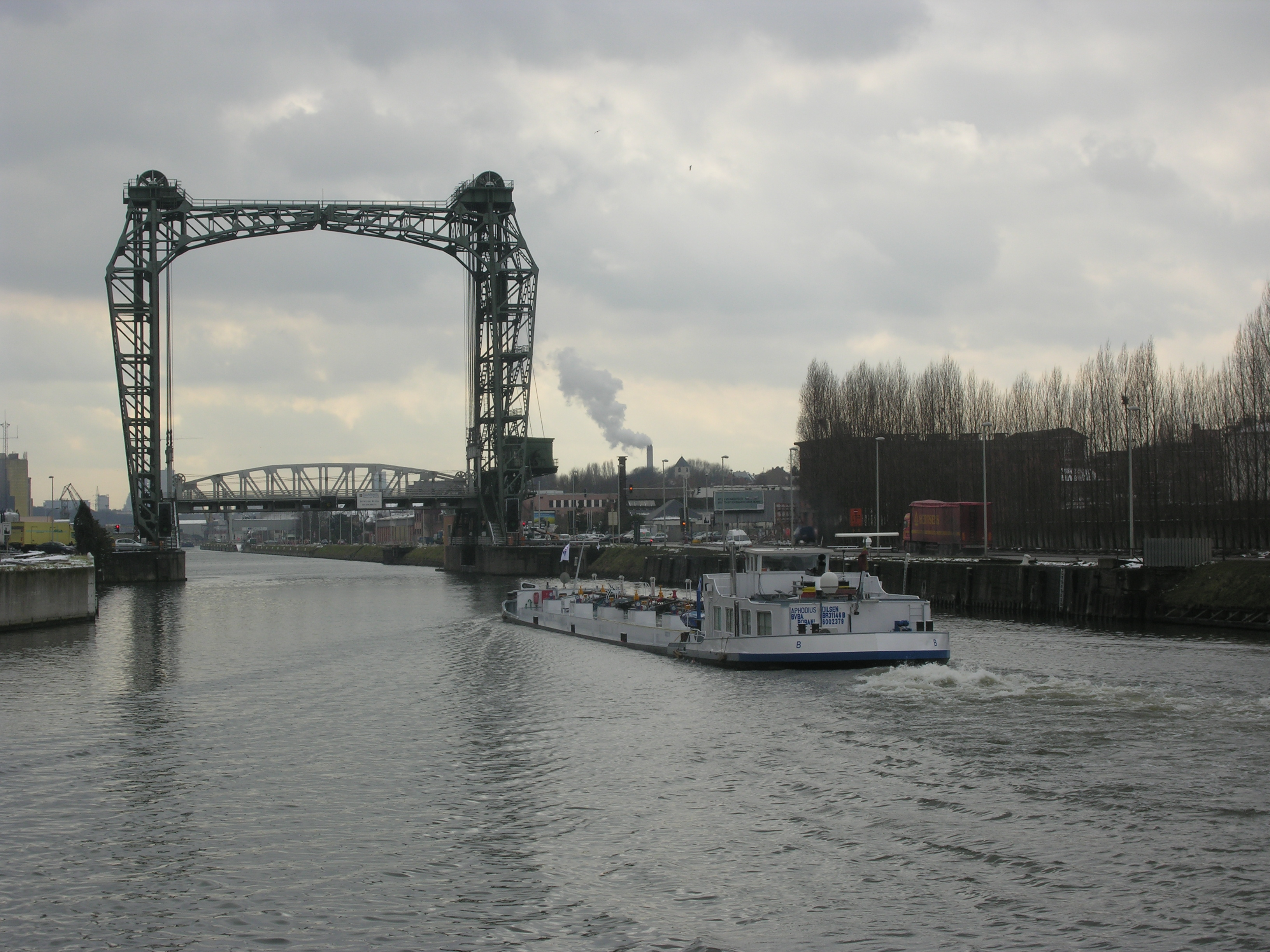
Canale navigabile con ponte levatoio

### Trasporti e vie di comunicazione
Nell'Ottocento il Belgio fu tra i precursori dello sviluppo delle ferrovie e società belghe parteciparono in mezza Europa alla costruzione e alla gestione di nuove linee. Belga fu anche la società che in Europa gestì il servizio ristorante e letti la Compagnie Internationale des Wagons-Lits, fondata da Georges Nagelmackers.
Anversa, situata lungo la Schelda, pur distando 84 km dal mare, è uno dei porti più attivi del mondo (secondo solamente, in Europa, al vicino porto di Rotterdam).
I fiumi del Belgio sono collegati tra loro da un articolato sistema di canali che si estende per una lunghezza complessiva di circa 1 600 km navigabili. A essi si aggiungono i 150 250 km di strade e i 3 542 km di rete ferroviaria: una rete tanto estesa che il Belgio è attualmente il paese con la più alta densità di linee di comunicazione del mondo.
La compagnia aerea di bandiera Sabena, un tempo tra le principali compagnie internazionali, ha chiuso i battenti nel 2001 a causa della crisi del trasporto aereo innescata dagli attacchi terroristici dell'11 settembre a New York; il principale scalo aeroportuale del paese è l'aeroporto internazionale di Bruxelles.

### Divari regionali
In uno scenario economico complessivamente positivo emergono però significative divergenze regionali.
La Vallonia, regione mineraria di precoce industrializzazione e principale motore dell'economia belga fino agli anni settanta, ha sofferto profondamente della crisi del settore siderurgico e si è affacciata alle soglie del XXI secolo con esigenze di riconversione industriale, con un livello di sviluppo inferiore a quello dei paesi limitrofi e con un elevato tasso di disoccupazione.
L'efficiente regione di Bruxelles si presenta come una grande e moderna metropoli, decisamente cosmopolita e fortemente orientata verso il terziario avanzato, che trae beneficio dall'Unione Europea e dalla globalizzazione economica, ma che appare tuttavia ostacolata dalla limitatissima estensione territoriale (meno dell'1% del territorio belga).
Senza dubbio le Fiandre costituiscono attualmente l'area forte del paese dal punto di vista economico, favorite dalla posizione geografica e dalle infrastrutture di comunicazione (il sistema portuale Anversa-Gand-Zeebrugge; una rete stradale ben integrata nelle principali direttrici europee nord-sud e ovest-est; una rete ferroviaria molto sviluppata; l'aeroporto internazionale di Bruxelles, da un'economia molto orientata all'export (per circa due terzi la produzione industriale delle Fiandre è destinata all'esportazione), da un contesto socioeconomico che attrae capitali stranieri e da una struttura produttiva flessibile e tecnologicamente avanzata.

### Risorse naturali e energia
Storicamente, il carbone è stata la principale risorsa mineraria del Belgio, localizzato in due bacini principali: quello del solco Haine-Sambre-Mosa, che non è più sfruttato a partire dagli anni sessanta a causa dell'esaurimento delle riserve di facile estrazione, e quello delle Campine, dove invece è sopravvissuta una modesta attività estrattiva. Nel corso del XIX secolo sono stati intensivamente sfruttati anche i giacimenti di ferro e zinco localizzati nella valle del Sambre-Mosa, oggi esauriti.

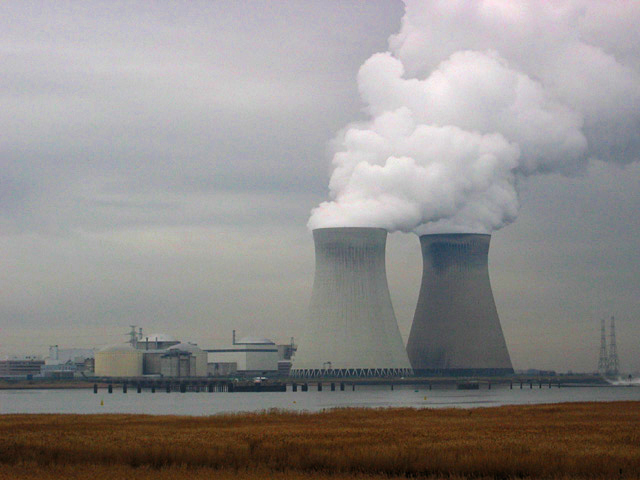
Centrale termonucleare di Doel

Ancora importanti sono, al contrario, le miniere di gesso e di calcare nei pressi di Tournai, Mons e Liegi, che alimentano una significativa industria del cemento. Sono presenti inoltre cave di marmo e depositi di sabbie, utilizzate in vetreria, e di argille, per la produzione di ceramiche e mattoni.
Le risorse idriche sono concentrate nel meridione del paese. La maggior parte dei corsi d'acqua ha origine nelle Ardenne e scorre verso nord. Una distribuzione geograficamente equilibrata delle risorse idriche è garantita da un complesso sistema di acquedotti, canali e bacini artificiali.
La centrale nucleare di Doel, nella provincia di Anversa, rappresenta la principale fonte di energia elettrica, coprendo i due terzi del fabbisogno nazionale. La porzione restante della domanda energetica è soddisfatta dalle centrali termoelettriche e, seppur in minima parte, da quelle geotermiche e idroelettriche.

### Settore primario
Come quella dei Paesi Bassi l'agricoltura del Belgio è in buona misura "artificiale", essendo praticata su suoli che in origine non erano idonei alle pratiche agricole, con l'eccezione di alcuni buoni terreni localizzati nel Belgio centrale; suoli che sono stati conquistati all'agricoltura dall'opera secolare dell'uomo, grazie alla sistemazione dei polder, al riscaldamento artificiale dei terreni, alla forzatura in cassoni e serre.
Pur essendo praticata in maniera intensiva e con l'ausilio di tecnologie moderne, l'agricoltura riveste un ruolo sempre più marginale nella struttura economica belga: rappresenta poco più dell'1% del PIL e impiega appena il 2% della forza lavoro. Anche la superficie agricola appare in costante declino, essendo passata da oltre il 50% negli anni sessanta a poco più d'un quarto della superficie del Paese. Va mutando anche la dimensione media delle aziende agricole, che tende ad aumentare con la progressiva scomparsa dei piccoli coltivatori, sostituiti da strutture societarie in grado di far fronte agli investimenti in meccanizzazione e nuove tecnologie indispensabili per incrementare la produttività dei suoli.

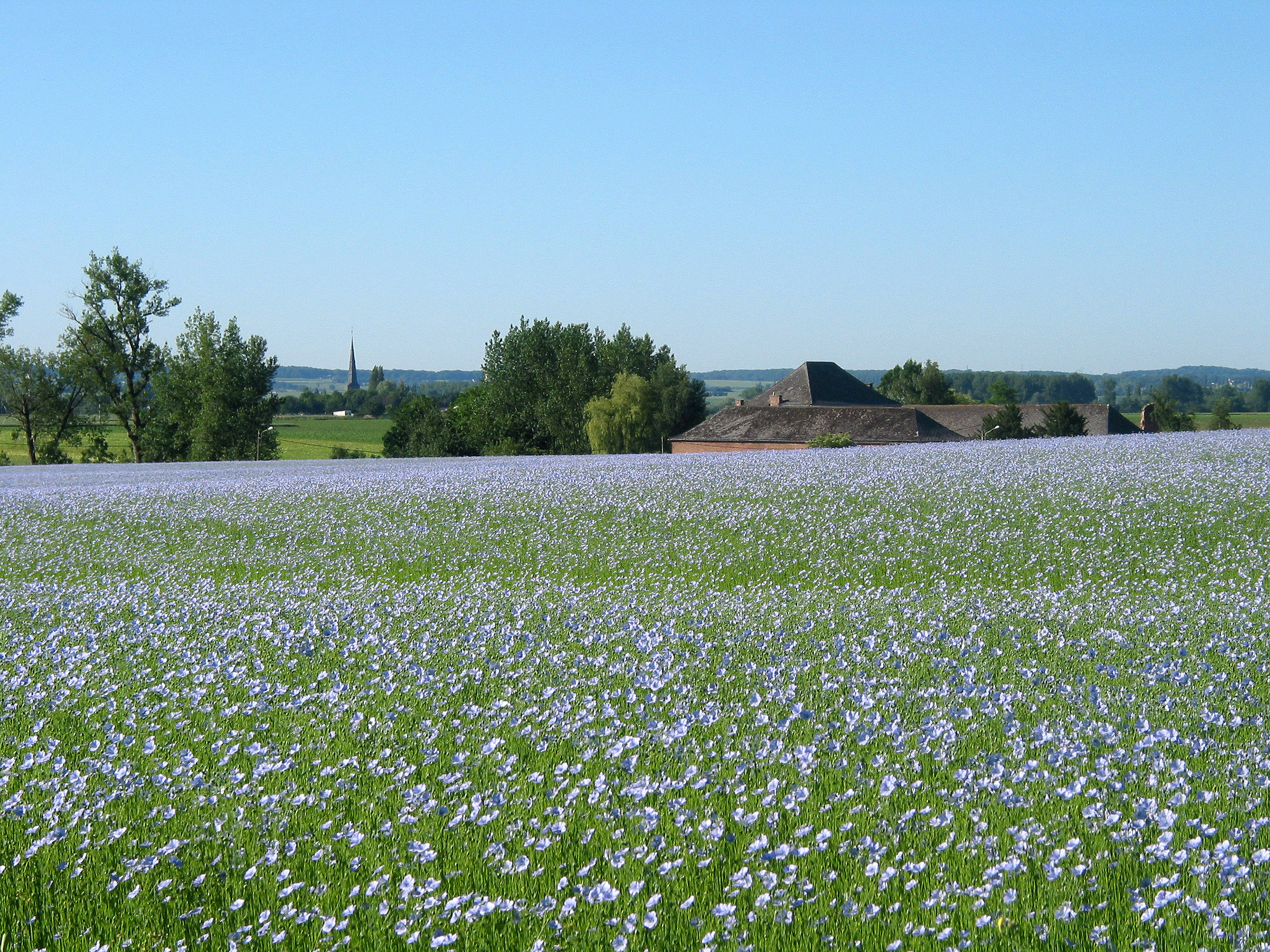
Campo di lino in primavera

Le Fiandre, tradizionalmente agricole, sono ancora oggi la regione più interessata dalle attività del settore primario, realizzando oltre i due terzi del valore aggiunto del comparto; poco meno di un terzo è attribuibile alla Vallonia, mentre il contributo della regione di Bruxelles è, naturalmente, pressoché inesistente.
Un posto di particolare rilievo è occupato dall'orticoltura, praticata soprattutto nelle Fiandre, che rappresenta quasi un quarto dell'intera produzione agricola. Nell'ambito della floricoltura sono famose nel mondo le azalee e le begonie delle Fiandre orientali. Le altre principali produzioni agricole sono la barbabietola da zucchero, la cicoria, il lino, i cereali e le patate.
L'allevamento del bestiame (suini, specialmente nelle Fiandre, e bovini da carne e da latte) costituisce tuttavia la principale voce del settore primario, con quasi due terzi del valore totale. Di scarso rilievo appare la pesca, praticata nei banchi del Mare del Nord. Va infine menzionata la selvicoltura, localizzata soprattutto nelle Ardenne e nelle Campine.

### Settore secondario

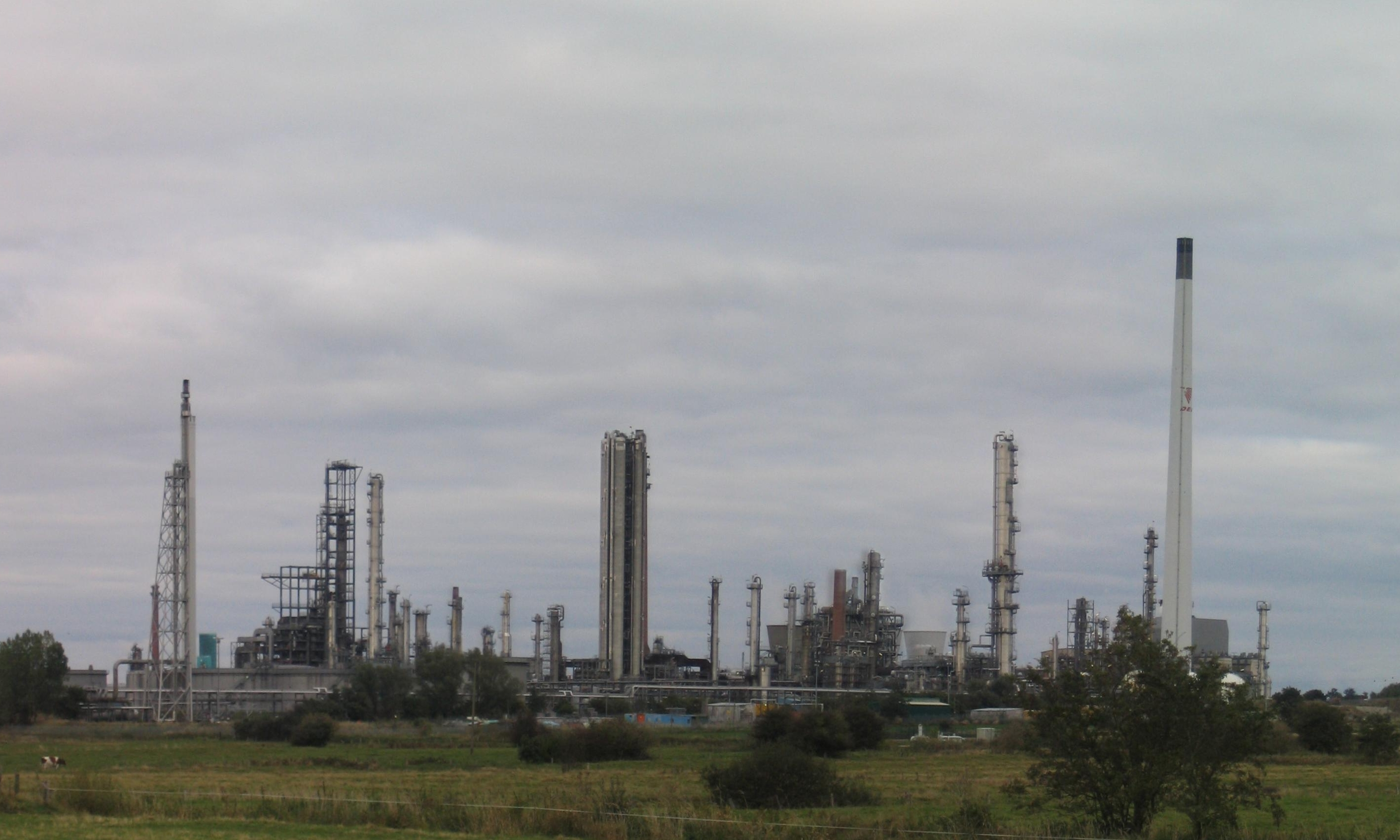
Raffineria della Shell di Hemmingstedt

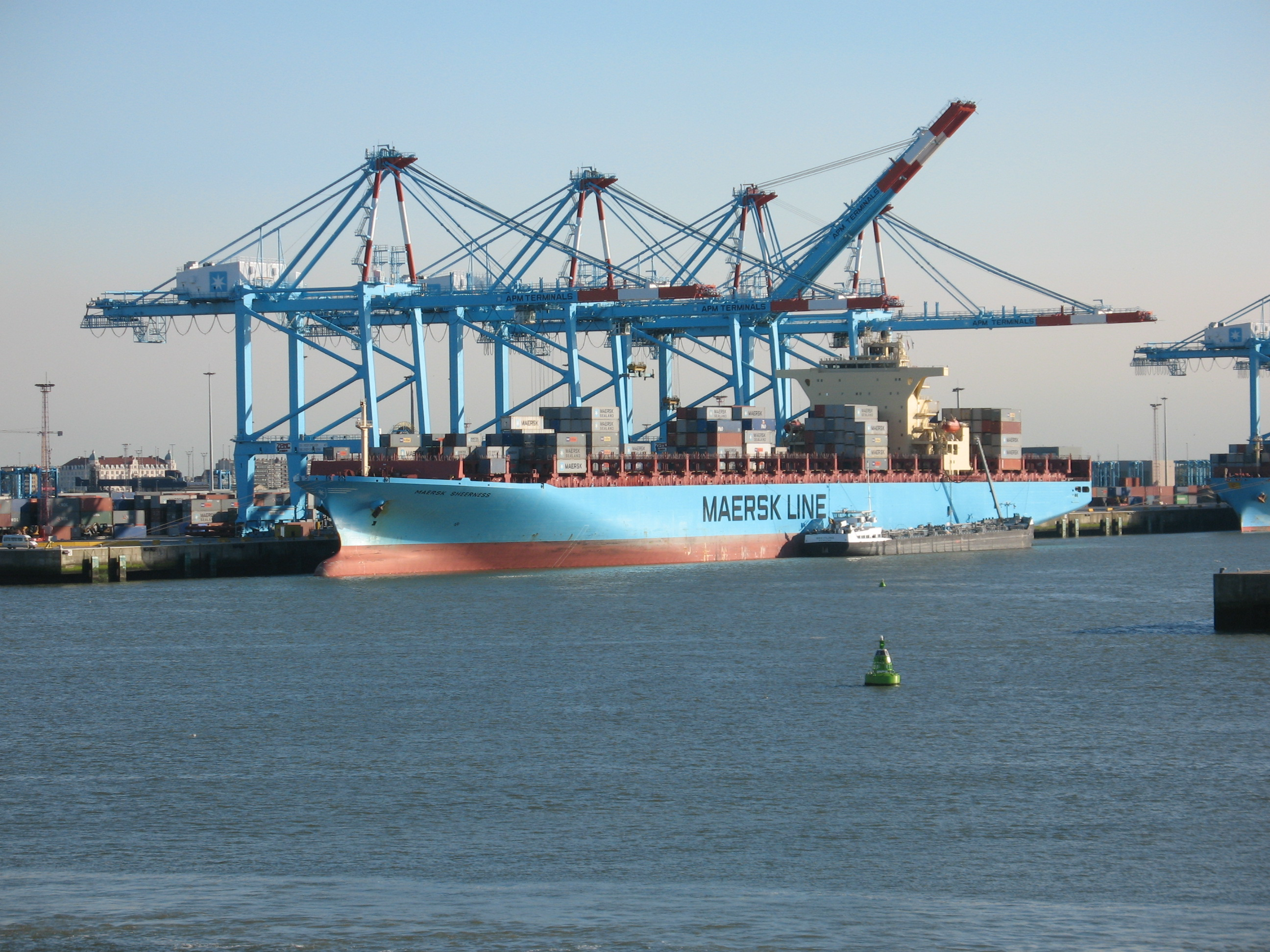
Porto di Zeebrugge

Nonostante gli effetti negativi della crisi siderurgica e le difficoltà incontrate negli anni ottanta da alcuni comparti tradizionali (in particolar modo dal tessile), il Belgio appare all'inizio del XXI secolo come un paese con base industriale ancora solida, che occupa oltre un quarto della popolazione attiva, contribuisce alla formazione del PIL nella misura del 25% e presenta un indice di produttività in crescita, nonostante il calo registrato nei primi anni dell'ultimo decennio.
I principali settori del comparto manifatturiero, sia dal punto di vista del fatturato sia da quello dell'occupazione, sono l'agroalimentare, la chimica e la metallurgia; importanti sono anche la meccanica (soprattutto la costruzione di vagoni ferroviari e l'assemblaggio di autovetture straniere), la petrolchimica, l'elettronica e l'elettrotecnica, il tessile e la produzione di carta; di un certo rilievo, e forti di una consolidata tradizione, sono le lavorazioni del vetro (rinomate sono le cristallerie di Val Saint-Lambert) e del legno.
Alcuni dei principali poli manifatturieri sono localizzati nei grandi agglomerati urbani. Il più importante è l'agglomerato di Anversa, che ha una struttura industriale orientata verso settori a elevata intensità di capitale e in stretto collegamento con le infrastrutture portuali (chimica, elettronica, agroalimentare); molto sviluppata e tipica dell'area è la lavorazione delle pietre preziose. Il secondo polo industriale del Belgio è quello della regione metropolitana di Bruxelles, basato principalmente su produzioni di largo consumo a elevato contenuto tecnologico. La struttura manifatturiera dell'area di Gand consiste in un antico nucleo di industrializzazione leggera (soprattutto tessile) e di un più recente polo chimico e metallurgico che gravita sulle strutture portuali. Le altre regioni industriali del Belgio, situate al di fuori dei grandi agglomerati urbani, sono quella delle Fiandre interne, in particolar modo l'area di Kortrijk, caratterizzata da una fitta rete integrata e flessibile di piccole e medie imprese (tessili, mobilifici, prodotti metallici), e quella nord-orientale, che al contrario è sempre stata contrassegnata dalla presenze della grande industria pesante, a capitale di prevalenza straniero (assemblaggio di autovetture, chimica).

### Settore terziario

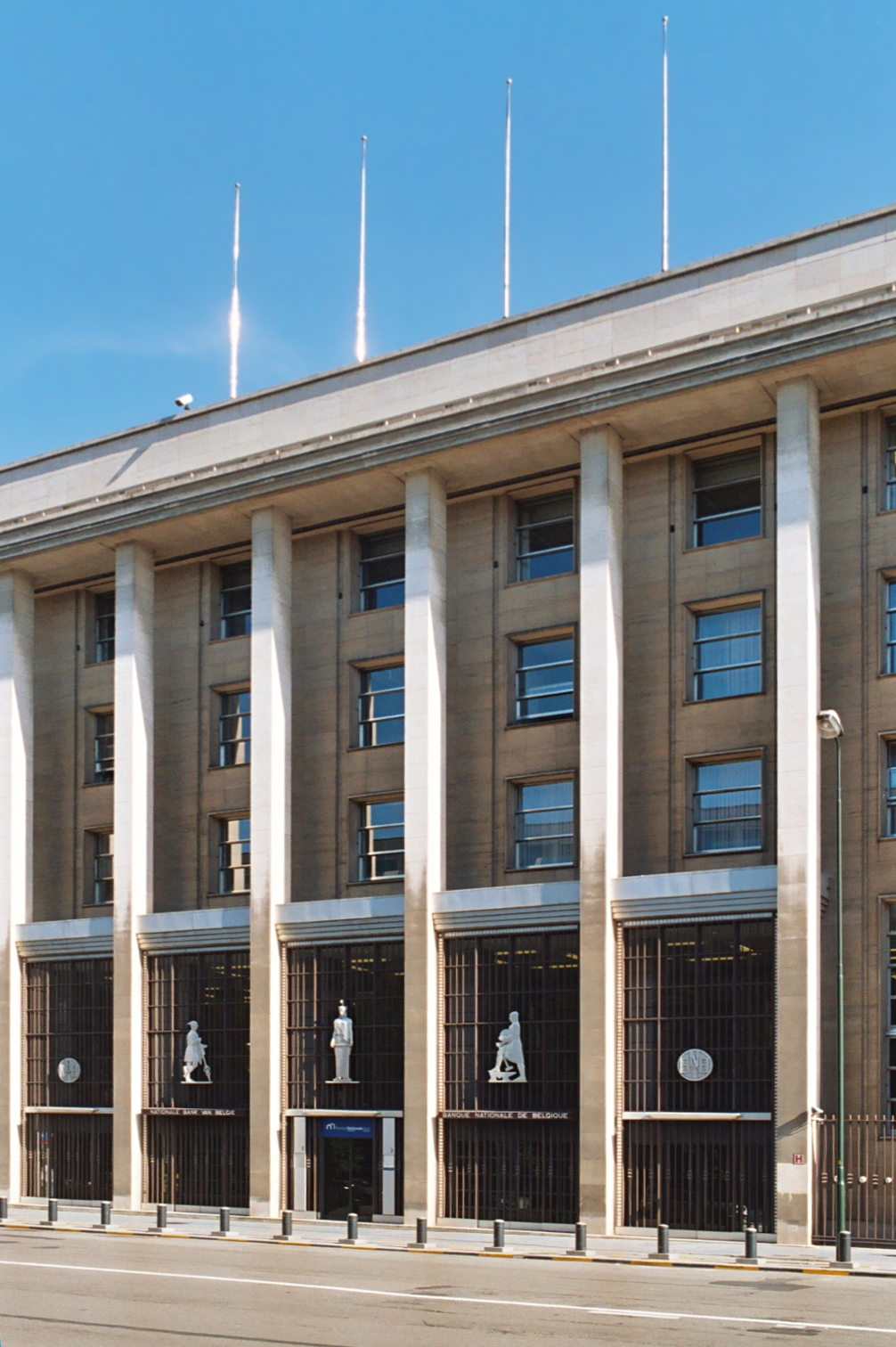
Sede della Banca Nazionale del Belgio

Come in tutti i paesi sviluppati, il principale settore economico del Belgio è quello terziario, che contribuisce per quasi tre quarti all'occupazione e alla formazione del PIL. I servizi privati (commercio, trasporti e comunicazioni, servizi finanziari e assicurativi, locazioni, attività professionali) risultano di gran lunga preponderanti sulle attività della pubblica amministrazione, sintomo di una struttura socioeconomico avanzata.
La più importante branca del terziario è il commercio, che alla fine degli anni novanta è più che raddoppiato rispetto ai valori dei primi anni ottanta, e una base occupazionale di poco inferiore a quella dell'intero comparto manifatturiero. Il particolare rilievo che il commercio, specialmente quello estero, ha sempre rivestito nell'economia belga è da ricollegare alla posizione centrale che il paese occupa nell'area più ricca dell'Europa e all'eccezionale sviluppo delle infrastrutture di trasporto. Queste particolari condizioni hanno fatto del Belgio un paese dall'economia estremamente aperta, che all'inizio del XXI secolo risulta essere la decima potenza commerciale del pianeta, titolare di una quota pari al 3,2% dell'intero commercio mondiale.
Le principali voci dell'esportazione sono i macchinari e i mezzi di trasporto, i prodotti chimici e farmaceutici, le pietre preziose, i tessili e i prodotti alimentari. Mezzi di trasporto, combustibili, prodotti chimici, derrate alimentari e prodotti tessili costituiscono invece il grosso delle importazioni.
I maggiori partner commerciali del Belgio sono i paesi dell'Unione Europea (in particolar modo Germania, Francia, Paesi Bassi e Regno Unito), che rappresentano circa due terzi dell'export e oltre il 70% dell'import.
L'area di maggiore concentrazione del terziario avanzato è quella di Bruxelles, la quale, grazie al suo ruolo di capitale nazionale e di crocevia di relazioni internazionali, rappresenta la sede privilegiata nel paese per banche, assicurazioni, società finanziarie, enti e organizzazioni sovranazionali, laboratori di ricerca e istituzioni universitarie. Nell'area di Anversa si osserva invece una predominanza di servizi legati alle attività portuali e di import-export. Nella regione vallona, la debolezza del sistema industriale e la storica dipendenza dai centri decisionali finanziari e politici localizzati nella capitale hanno ostacolato lo sviluppo di un terziario moderno, che qui assume prevalentemente la forma dei servizi della pubblica amministrazione.
Un non trascurabile rilievo va assumendo anche il turismo, concentrato essenzialmente nelle città d'arte, nei centri balneari della costa e nella regione collinare delle Ardenne.

## Tradizioni

### Gastronomia

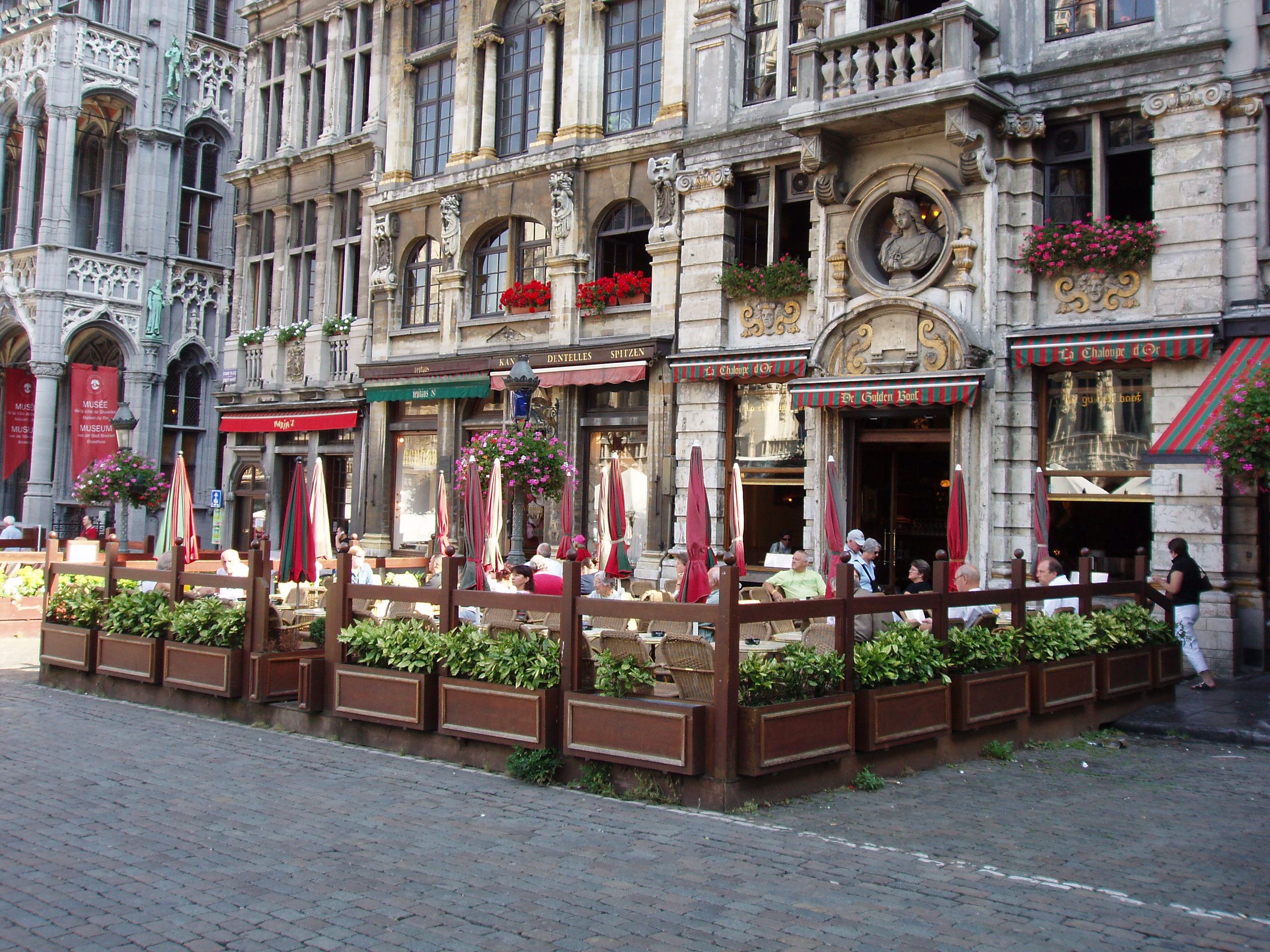
Tipico ristorante della Grand-Place / Groote Markt

Dal numero di stelle che i ristoranti belgi hanno ricevuto negli anni da parte della guida Michelin (anche se di meno negli anni recenti), taluni ritengono la cucina belga tra le migliori d'Europa: essa ha infatti reinterpretato la tradizione gastronomica della vicina Francia in maniera del tutto originale, adattandola ai prodotti tipici offerti dal suo territorio. La cucina belga possiede in effetti dei tratti ampiamente regionali che offrono una grande varietà di ricette e ingredienti.
Baluardi dell'arte culinaria belga sono il cioccolato, la birra, le patate fritte, i celebri cavoletti di Bruxelles e le wafels (in olandese) o gaufres (in francese).

#### Cioccolato
Assieme alla Svizzera, il Belgio è la nazione con la più solida tradizione cioccolatiera al mondo, il che è testimoniato dal fatto che marche belghe come Neuhaus, Côte d'Or, Leonidas e Godiva siano rinomate e apprezzate ovunque. Va al Belgio anche il merito di aver inventato le cosiddette "praline", cioccolatini dal guscio croccante e dal ripieno morbido. Nel paese sono presenti oltre 2 000 negozi specializzati nella vendita di questo prodotto: dalle praline di pasticceria al ripieno di pistacchi, nocciole o frutta, alle classiche tavolette commerciali.

#### Birra
Si producono oltre 600 differenti tipi di birra: la maggior parte della birra consumata nel paese consiste di lager commerciali come Jupiler, Maes o Stella Artois, ma sono anche diffuse ales sempre commerciali ma più vicine alla tradizione belga, come Leffe, Grimbergen, Hoegaarden, Affligem, tutte comunque appartenenti a grandi gruppi industriali.
Ben più prestigiose sono le produzioni artigianali di piccoli birrifici (ve ne sono circa 120 in tutto il paese), quelle dei monaci trappisti e il cosiddetto Lambic, specialità unica del Belgio a fermentazione spontanea prodotta unicamente nella zona a sud-ovest di Bruxelles chiamata Pajottenland e anche Deus, Brut des Flanders è prodotta dalla birreria Brouwerij Bosteels di Buggenhout (un piccolo borgo vicino a Mechelen, a nord di Bruxelles). Fabbricata con la stessa tecnica dello champagne: fermentazione in serbatoio e rifermentazione in bottiglia, seguita dalle tradizionali fasi di “remuage” e “dégorgement”. Questi prodotti d'eccellenza, che spesso uniscono secoli di storia all'estro di giovani birrai, richiamano appassionati da tutto il mondo.
La birra è largamente impiegata nella preparazione di ricette a base di carne e pesce (un piatto a base di cozze viene preparato con la birra) come lo è il vino in altri paesi. Diffuso anche il jenever, distillato di orzo o frumento.

#### Patatine fritte
Orgoglio dei Belgi sono le loro patate fritte ("frieten", "frites"), per le quali esiste una sorta di venerazione. Molto comuni sono i chioschi in strada, nelle stazioni ecc. chiamati "frituur" nelle Fiandre e "friterie" in Vallonia.
Le patate sono estensivamente coltivate in Vallonia e nelle Fiandre. Di particolare attrazione per i locali e i turisti, i chioschi possono essere ornati da statue simboliche, come quella a Place Jourdan a Bruxelles.

#### Primi piatti
Come prima portata, i Belgi mangiano spesso minestre e zuppe calde (passati di verdure). Particolarmente popolari risultano per esempio la zuppa al cavolo, panna e prosciutto crudo e la crema di piselli, di porri e di rabarbaro. Sono consumate frequentemente anche le tipiche torte salate, il cui ingrediente base può essere il cavoletto di Bruxelles o altre verdure.

#### Secondi piatti
Il Belgio, grazie alla sua posizione, ha un'ottima tradizione sia nel campo del pesce (pescato nel Mare del Nord) sia nel campo della carne (proveniente dalle fertili pianure del Brabante). Uno dei più celebri secondi belgi è il waterzooi, tipico di Gand, ma diffuso in tutto il paese: si tratta di pesce o pollo con panna, verdure e ortaggi (patate, rape, sedano, porri e carote). Altri piatti diffusi sono il maiale e il coniglio alla birra, la cacciagione, e le bistecche, spesso accompagnate da salse e mostarde. Largamente utilizzati in cucina sono la cipolla e lo scalogno, che danno ai piatti un gusto particolarmente delicato. Tra gli insaccati, si segnala invece il boudin, salsiccia di maiale composta con pane, uova e spezie. Molto comune è il consumo di frutti di mare, tra i quali i più amati e diffusi sono sicuramente i mitili (cozze), preparati in brodo o in svariati modi (pomodoro, vino, birra) e accompagnati da patate fritte (moules et frites). Altro prodotto tradizionale sono i jefke, filetti di aringa serviti con olio, aceto, limone, maionese e accompagnati da scalogno e fagioli. Tra le verdure, oltre ai già citati cavolini di Bruxelles, spicca l'indivia, spesso gratinata.
Stoofvlees o Carbonade alla fiamminga è un robusto secondo piatto tipico del Belgio a base di carne di manzo (anticamente si utilizzava il cinghiale) tagliato a pezzetti; una sorta di spezzatino cotto molto lentamente nella birra belga e arricchito con cipolle e aromi.

#### Dolci

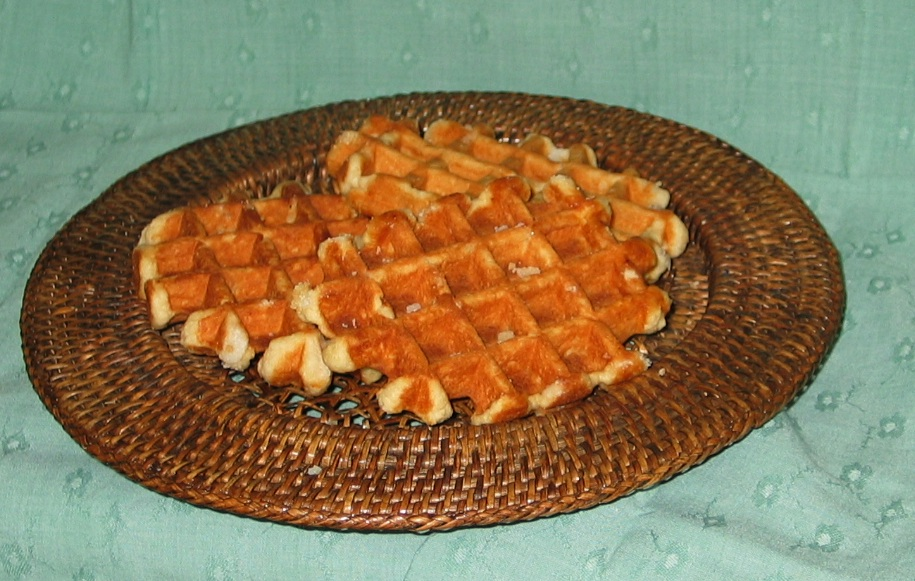
La gaufre di Liegi (gaufre liégeoise).

Per quanto riguarda i dessert, i belgi usano spesso proporre formaggi (ne esistono molti prodotti localmente), a fine pasto e volendo anche prima del tradizionale dolce, alla maniera francese. Tra i dolci più famosi invece, vi sono le "wafels" (in olandese) o gaufres (in francese), cialde morbide e calde servite, per esempio, con cioccolata fusa o con panna e fragole. Tra le torte, famose sono quelle alle pere e alle mele, allo zucchero di canna, ma ci sono molte ricette locali legate alla tradizione e alle feste. Tra questi, tipici del Natale sono la Buche de Noël, un tronchetto ripieno di crema al burro o panna e il Cougnou, una brioche avente forma di neonato (a simboleggiare Gesù Bambino), che viene mangiata tradizionalmente il mattino di Natale. Diversi tipi di dolci sono serviti a colazione o soltanto a merenda, e non solo dunque a fine pasto. Anche famoso è il "neuzekes" oppure "cuberdon", un tipo di caramello tipico della città di Gand. Viene fatto con la gomma araba ed è molto dolce. Gli originali hanno un sapore di lampone, ma ormai sono combinati con diversi sapori.

### Carnevale
Il più celebre carnevale del Belgio, che ogni anno attira un gran numero di visitatori, è il Carnevale di Binche, inserito, nel 2003, nella Lista dei Patrimoni orali e immateriali dell'umanità dell'UNESCO.

## Cultura

### Pittura e scultura

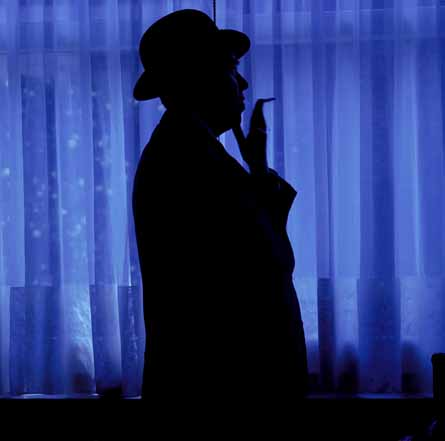
René Magritte, tra i principali esponenti del surrealismo.

È possibile parlare di arte belga solamente facendola partire dal 1830, anno della rivoluzione e dell'indipendenza dai Paesi Bassi; invece, per quanto riguarda i secoli precedenti, è il caso di inserire gli artisti nativi del Belgio nella cosiddetta arte fiamminga.
In Belgio, nella prima metà dell'Ottocento si diffuse il neoclassicismo di marca francese, seguito nel giro di pochi decenni, dal Romanticismo parigino. La Scuola paesaggistica di Tervuren aprì la strada all'impressionismo e al fauvismo brabantino. Ai primi del Novecento si imposero l'espressionismo, il simbolismo e il Modern Style.
Il Belgio vanta numerosi artisti di fama mondiale: nel XV secolo si distinsero Hubert van Eyck, Jan van Eyck, Rogier van der Weyden, Giusto di Gand, Hans Memling e Hugo van der Goes, importanti esponenti della pittura fiamminga, nel XVI secolo Quentin Massys e Pieter Bruegel il Vecchio, esponenti del cosiddetto pieno Rinascimento fiammingo e olandese, e si distinse nei paesaggi e soggetti storici Joachim Patinir, nel XVII secolo spiccano David Teniers il Vecchio e ancora Peter Paul Rubens e Antoon van Dyck esponenti del barocco e, tra il XIX e il XX secolo,spicca James Ensor,esponente dell'avanguardia; nel XX secolo Guy Huygens e Jean-Michel Folon. Tra il XX e il XXI secolo Pierre Alechinsky.
René Magritte è tra i più famosi artisti belgi. Assieme a Paul Delvaux, è il principale rappresentante dello stile surrealista. Nell'ambito dell'arte contemporanea si ricorda la partecipazione di due artisti belgi Dotremont e Guillaume Cornelis van Beverloo alla formazione del gruppo espressionista di artisti d'avanguardia COBRA (dalle iniziali di Copenaghen, Bruxelles, Amsterdam). Per quanto concerne la scultura nel XVII secolo si distinse François Duquesnoy, esponente del barocco romano, e nel  XIX secolo si è distinto Constantin Meunier, esponente del realismo.

### Architettura

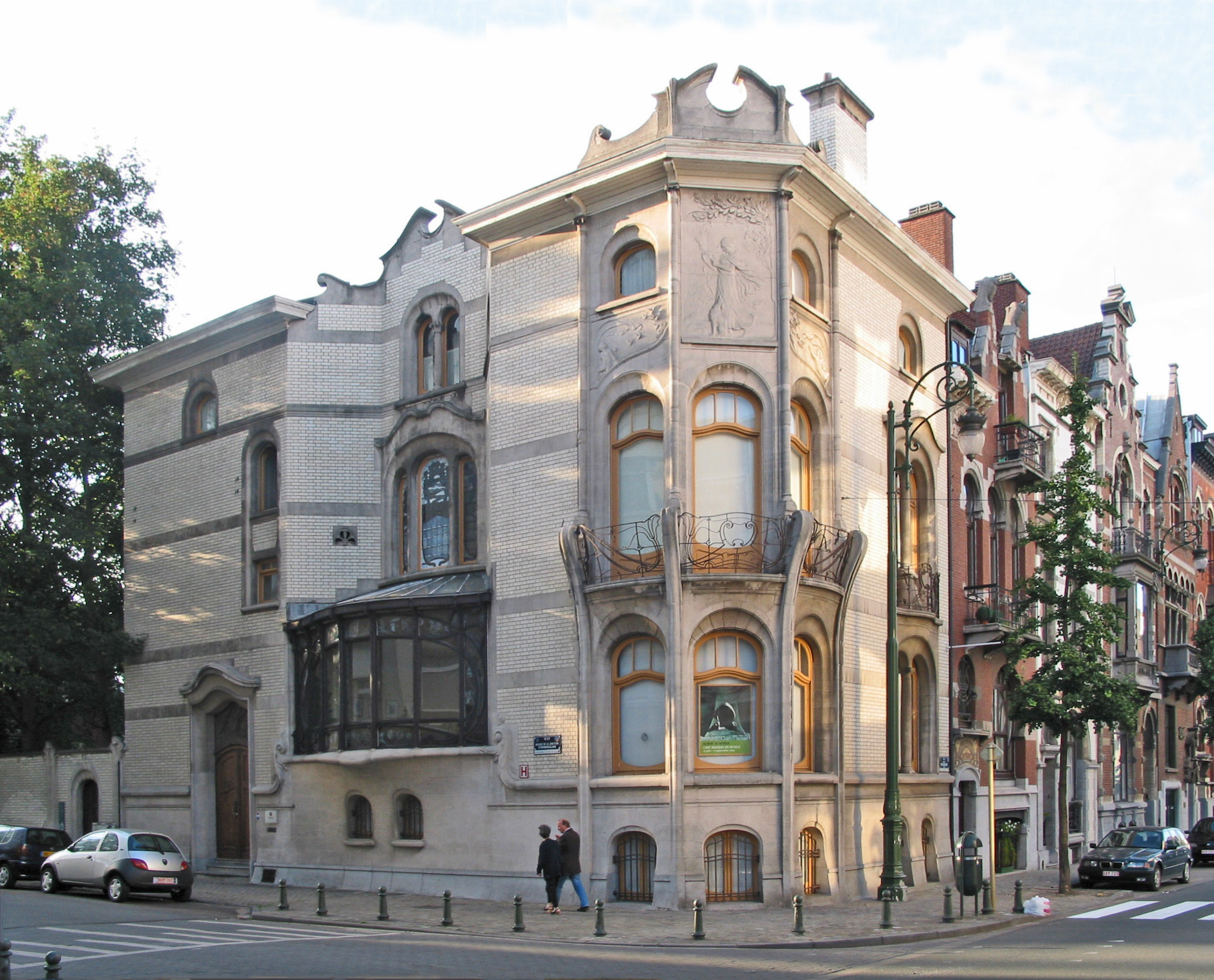
Palazzo in stile Art Nouveau.

Nell'architettura molto noti sono i nomi di Victor Horta e Henry van de Velde, fondatori dell'architettura Art Nouveau, uno stile che ebbe una grande influenza sugli stili architettonici del XX secolo.
Il Belgio possiede una grande varietà di musei e mostre. Tra i principali musei troviamo il "Museo reale delle belle arti del Belgio" di Anversa, che ha un'ammirevole collezione di lavori di Peter Paul Rubens; il "Museo reale delle belle arti del Belgio" di Bruxelles, con capolavori dei primitivi fiamminghi, Bruegel e Rubens; l'adiacente Museo Magritte e il vicino complesso espositivo del Bozar (creato da Horta) che ospita anche un cinema e una sala concerti.

### Patrimoni dell'umanità
Diversi siti del Belgio risultano iscritti nella Lista dei patrimoni dell'umanità dell'UNESCO.

### Letteratura

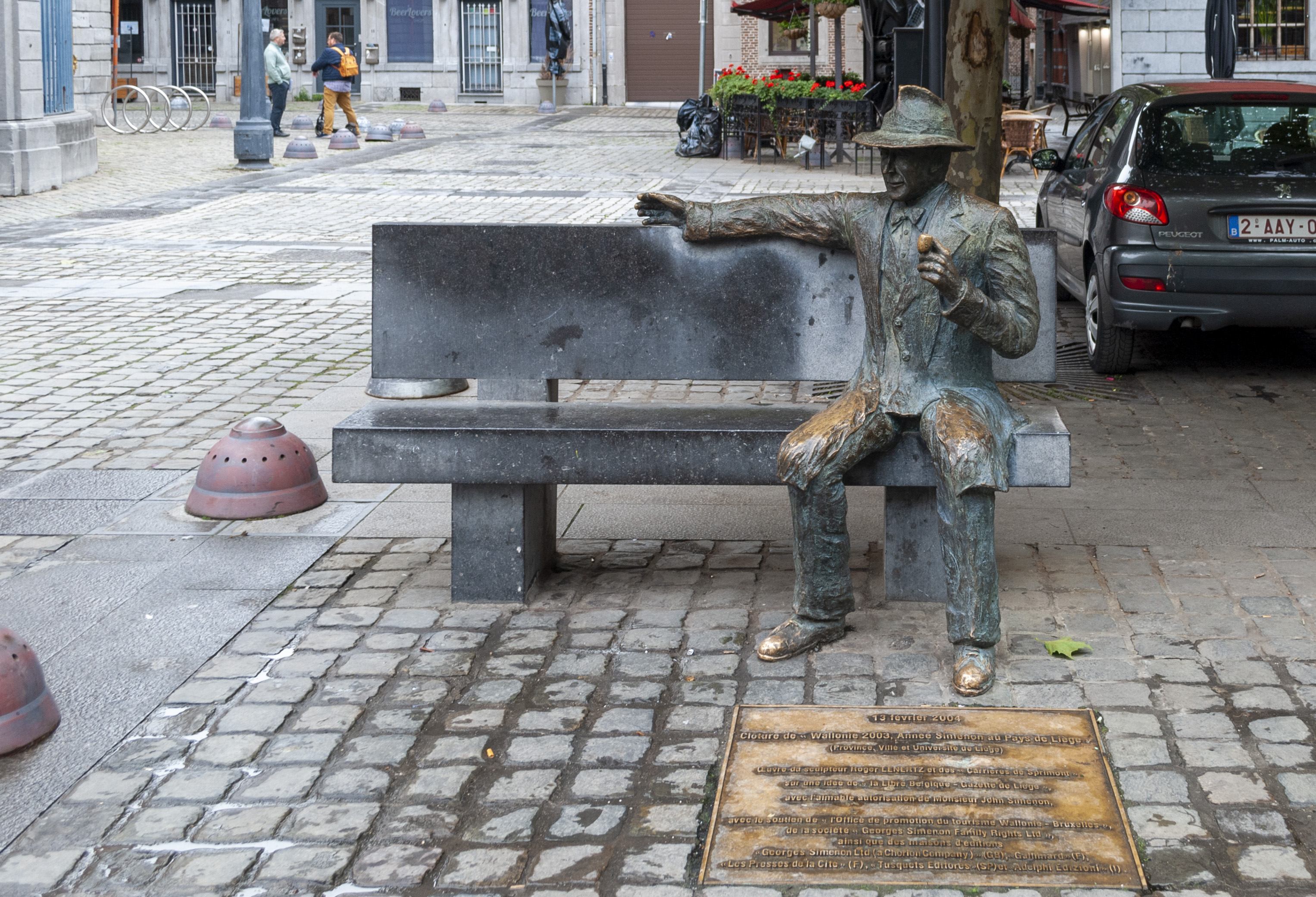
Statua dedicata a Georges Simenon nel centro di Liegi

Gli inizi della letteratura belga fiamminga si fanno risalire alla conquista dell'indipendenza, che favorì la diffusione di un romanticismo aggregato sia di un nazionalismo sia di un provincialismo rurale, contenitori tematici dai quali gli scrittori prelevarono elementi sociali e psicologici di indagine e di approfondimento. Verso la fine dell'Ottocento la letteratura belga risentì gli influssi di quella germanica e di quella olandese, riunita attorno alla rivista Van Nu en Straks ("Oggi e domani") fondata nel 1893, ambiziosa e innovatrice.
Negli stessi anni cominciò a prendere il sopravvento la letteratura in lingua francese, incentrata sulla rivista Jeune Belgique ("Giovane Belgio") fondata da Max Waller nel 1881. Da questo momento la letteratura in lingua francese accolse tutte le innovazioni introdotte in Francia, a cominciare dal naturalismo, con i suoi temi di indagine sociale e psicologica.
Durante la prima guerra mondiale e a cavallo delle due guerre la poesia belga si accostò a esperienze dadaiste ed espressioniste e la letteratura fiamminga si avvicinò sempre più a quella olandese.
Tra i più noti scrittori belgi ci sono i francofoni, distintisi nel XIX secolo, come lo scrittore simbolista Georges Rodenbach, autore del romanzo Bruges la morta (1892): tra il XIX e il XX secolo spiccano le figure di Émile Verhaeren, spesso considerato poeta nazionale. e di Maurice Maeterlinck, Premio Nobel per la letteratura, nel 1911, esponenti del simbolismo; nel XX secolo spiccano Henri Michaux, artista poliedrico che fu insieme scrittore e pittore, Suzanne Lilar, Georges Simenon, noto autore di romanzi polizieschi e creatore del personaggio del commissario Maigret, (1929) Nathalie Gassel e Amélie Nothomb;.è da ricordare che di origine belga da parte di madre era anche la grande scrittrice francese Marguerite Yourcenar. Inoltre diversi scrittori francesi, come Victor Hugo, trovarono in passato rifugio in Belgio, per ragioni editoriali o politiche. Fra gli scrittori di lingua neerlandese vanno ricordati Hendrik Conscience, distintosi nel XIX secolo, e, nel XX secolo, ricordiamo Willem Elsschot, Hugo Claus, Jef Geeraerts, Tom Lanoye. Nel corso del XXI secolo spicca, tra gli altri, Peter Terrin, primo scrittore belga ad aggiudicarsi il Premio letterario dell'Unione europea, nel 2010, con il romanzo De bewaker.
Molto conosciuto a livello internazionale è anche il grande storico Henri Pirenne.

#### Teatro
Per quanto riguarda il teatro in lingua francese, se nel Rinascimento si sviluppò il gusto per la tragedia, nel Seicento si imposero le rappresentazioni gestite dai gesuiti basate su temi religiosi, e nell'Ottocento si assistette ai primi tentativi di creare un vero e proprio teatro nazionale sorretto da drammi storici. Solamente con le opere di Maurice Maeterlinck il teatro belga raggiunse una dimensione internazionale.
Il teatro in lingua fiamminga seguì, invece, un'evoluzione leggermente diversa: nel Medioevo proliferarono i drammi romanzeschi e le rappresentazioni sacre di miracoli; durante il Rinascimento si imposero autori classici e nell'Ottocento l'intero movimento teatrale ricevette forti impulsi sia organizzativi sia realizzativi.

### Fumetti
Un'altra componente importante della tradizione culturale belga è data dai fumettisti, come Hergé (Tintin), Edgar P. Jacobs (Blake e Mortimer), Willy Vandersteen (Bob et Bobette, Suske en Wiske nell'originale fiammingo), Morris (Lucky Luke), Peyo (I Puffi), Franquin (Spirou, Marsupilami, Gaston Lagaffe), Marc Sleen (Nerone).
- 1929-1983: Le avventure di Tintin, serie a fumetti ideata da Hergé
- 28 febbraio 1957: esce sul settimanale franco-belga Spirou il fumetto Gaston Lagaffe ideato da André Franquin.
- 23 ottobre 1958: nascono i Puffi (o Les Schtroumpfs), ideati dal fumettista belga Peyo.[22]
- 1980: esce la serie a fumetti fantastico-fantascientifica di Thorgal, sceneggiata dal fumettista belga Jean Van Hamme

### Filosofia
Nel XIII secolo si distinse Sigieri da Brabante, esponente dell'averroismo. Nel XVI secolo spicca, in particolare, la figura di Giusto Lipsio, fondatore del neostoicismo. Nel corso del XVII secolo, la figura del fiammingo Arnold Geulincx, esponente dell'occasionalismo.

### Diritto
In ambito giuridico ricordiamo la fondazione dell'Istituto di diritto internazionale, creato nel 1874 per iniziativa del giurista belga Gustave Rolin-Jaequemyns, e che ottenne il Premio Nobel per la pace nel 1904. Il Premio venne assegnato all'Istituto Per i suoi sforzi come organo non ufficiale per la formulazione dei principi generali della scienza del diritto internazionale.

### Musica

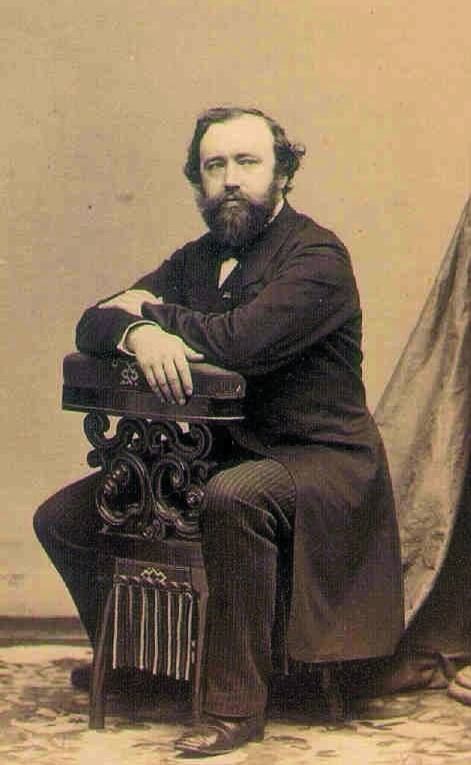
Adolphe Sax, l'inventore del sassofono, nel 1841.

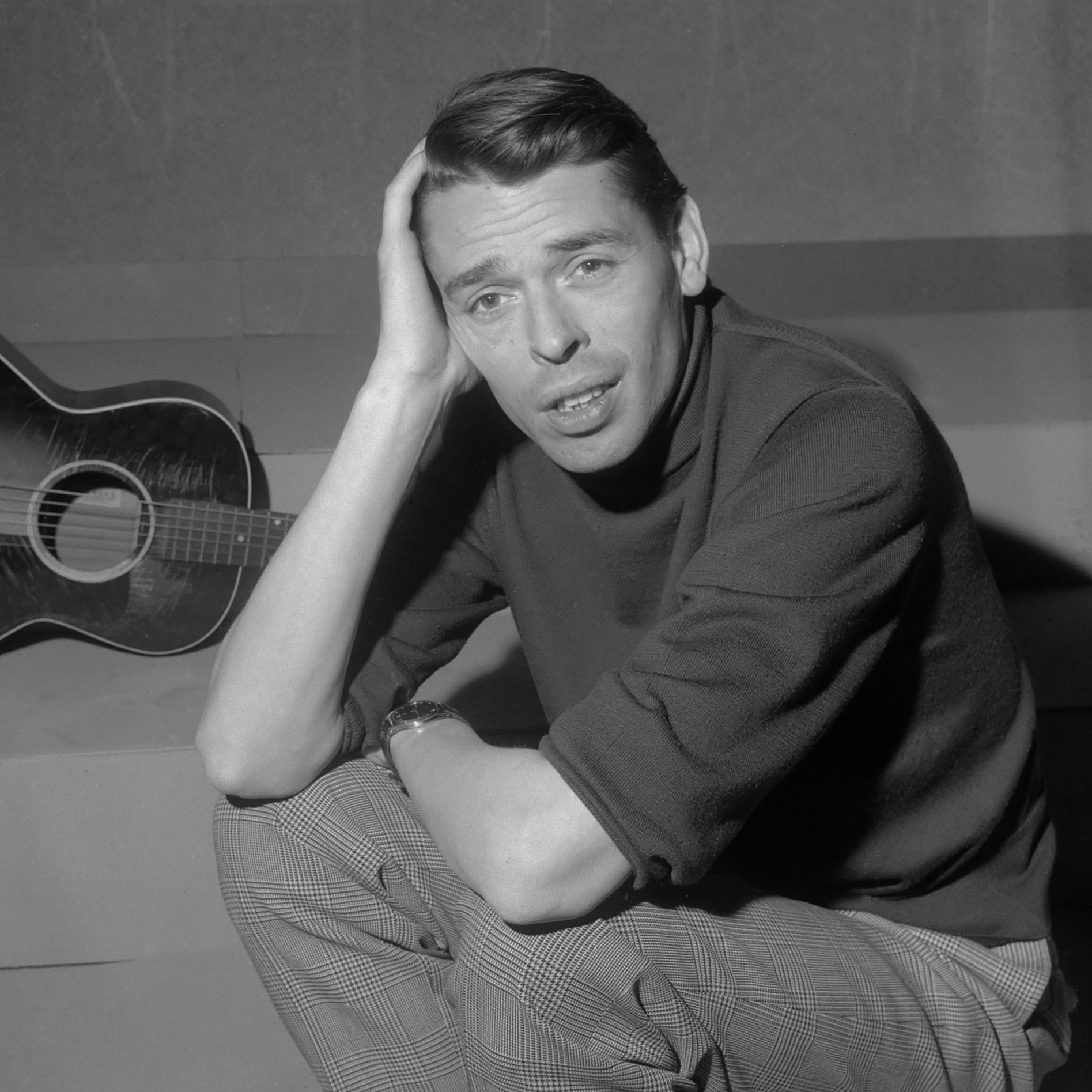
Jacques Brel, tra i più importanti cantautori del XX secolo.

Anversa e Bruxelles già nel Quattrocento divennero importanti centri musicali, fiorenti nello sviluppo della musica polifonica e di quella contrappuntistica, insegnate dall'Accademia di Musica. Nel XV secolo si afferma la scuola franco-fiamminga (che si caratterizzerà, dal 1420 in poi in diverse generazioni,fino al 1630) con importanti compositori, tra i quali Guillaume Dufay, con cui prese avvio la musica rinascimentale, Gilles Binchois, Johannes Ockeghem e Jacob Obrecht. Tra il XV e il XVI secolo la scuola franco- fiamminga trova importanti esponenti in Josquin Desprez, Heinrich Isaac e Pierre de La Rue.
Nel XVI secolo la musica polifonica del rinascimento trova un illustre esponente in Orlando di Lasso, con cui prosegue l'affermarsi della scuola franco-fiamminga, anche con altri esponenti come Adrian Willaert, fondatore della scuola veneziana.
Nei secoli successivi in terra belga si perfezionò la composizione sacra e il mottetto per doppio coro ideato nel XVII secolo da Henri Dumont.
Adolphe Sax è noto per aver inventato il sassofono nel 1841.
Il più eminente musicista belga del XIX secolo è senz'altro il compositore César Franck, esponente della musica romantica, e ancora da ricordare Charles Auguste de Bériot, fondatore della scuola violinistica belga a cui appartiene anche Henri Vieuxtemps, mentre nel periodo tra '800 e '900 non si può non citare il virtuoso del violino e compositore Eugène Ysaÿe; nel ventesimo secolo spicca, tra gli altri, il celebre violinista Arthur Grumiaux e, tra il XX e il XXI secolo Henri Pousseur, esponente della musica contemporanea.
Nel Novecento i compositori belgi hanno sviluppato esperienze nella musica dodecafonica, in quella elettronica e nella musica leggera. La più antica orchestra sinfonica belga è la Brussels Philharmonic, fondata nel 1935 all'interno dell'emittente radiofonica INR/NRI.
Jacques Brel è il più noto cantautore belga. Nel jazz, Django Reinhardt e Toots Thielemans sono nomi che hanno contribuito alla fama del genere in terra belga. Salvatore Adamo, di origine italiana, è uno dei più popolari cantanti belgi di varietà, mentre tra i cantanti basso-baritono spicca la figura di José van Dam.
Nel commerciale/alternativo si ricordano alcuni importanti artisti, su tutti gli Hooverphonic autori di alcuni album di fama internazionale e di vari singoli come Mad About You (2000), e originari dalle Fiandre. Il loro leader, Alex Callier, è inoltre un importante compositore e produttore a livello mondiale.
Sono belgi e hanno raggiunto una certa fama internazionale anche i dEUS, gli Ancient Rites, gli Ocean of Sadness, i SoulWax, i K's Choice e la punk band The Kids. Famoso in tutto il mondo è anche il cantante e compositore di musica elettronica Stromae, di madre belga e padre africano. Nota anche la musica rock belga. Tra le esponenti del genere pop ricordiamo, tra le altre, Lara Fabian e ancora tra i cantanti e batteristi Plastic Bertrand. Successo ha riscosso anche il gruppo musicale di eurodance dei Paradisio.

### Folclore e tradizioni
Nell'ambito folcloristico celebre la figura di Druon Antigoon, mitico gigante del folclore fiammingo che viveva ad Anversa.

### Cinema
Tra gli attori belgi più conosciuti vi è sicuramente l'artista marziale Jean-Claude Van Damme, protagonista di numerosi film d'azione americani negli anni novanta e ancora Benoît Poelvoorde e Jan Decleir.
Tra i registi belgi degni di nota vi sono i Fratelli Dardenne e Chantal Akerman, nota, in particolare, per il film Jeanne Dielman, 23, quai du Commerce, 1080 Bruxelles (1975), descritto dal The New York Times come "il primo capolavoro femminile nella storia del cinema". E ancora sono da ricordare i registi Jean-Pierre e Luc Dardenne, che hanno diretto vari film tra cui Rosetta, Palma d'oro al Festival di Cannes, nel 1999, e Agnès Varda, importante esponente della Nouvelle Vague. Il primo film belga candidato per l'Oscar al miglior film straniero fu, nel 1971, Pace nei campi del regista Jacques Boigelot.

### Scienza

#### La nascita dell'anatomia moderna

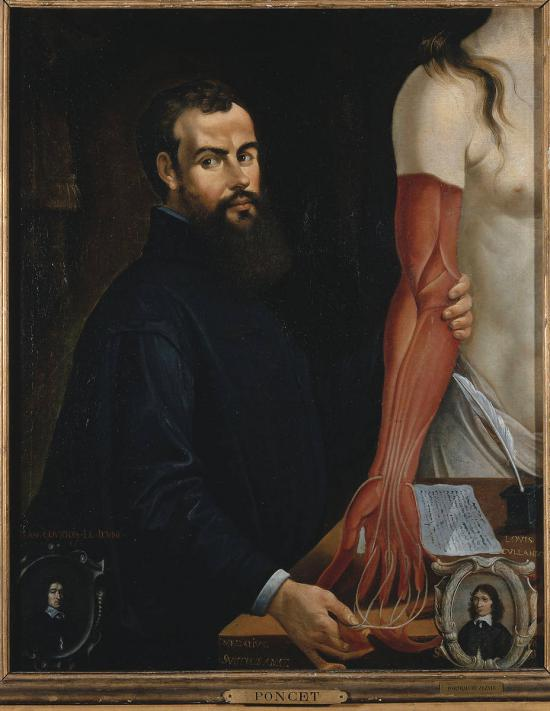
Andrea Vesalio, fondatore dell'anatomia moderna.

Uno dei più importanti esponenti del superamento dell'antica medicina galenica (o di Galeno) e fondatore dell'anatomia moderna fu il fiammingo Andrea Vesalio, autore del De humani corporis fabrica (1542).

#### Cartografia

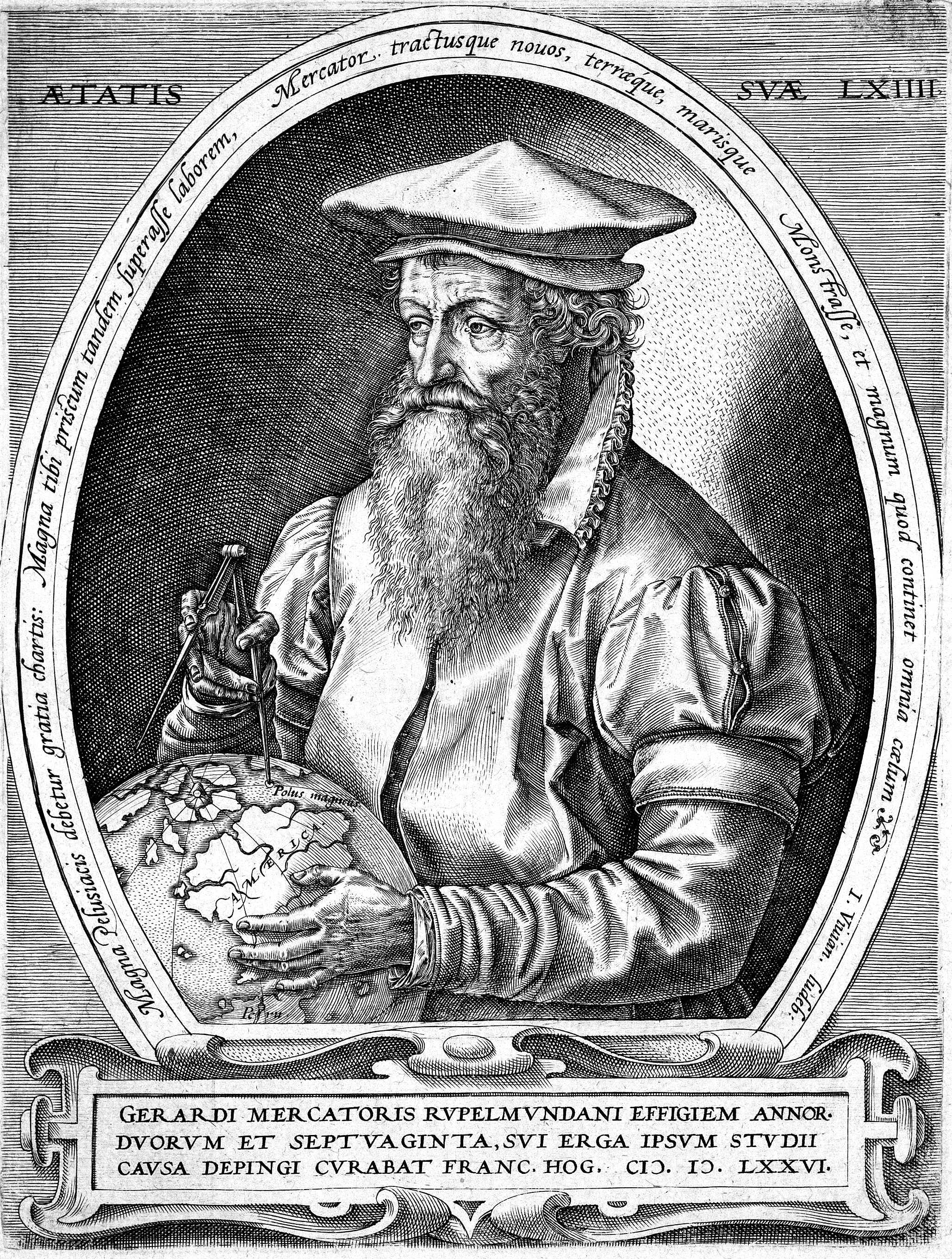
Gerardo Mercatore, tra i più noti cartografi del XVI secolo

- 1569: la Proiezione cilindrica centrografica modificata di Mercatore, ovvero un sistema di proiezioni e disegno delle mappe, in particolare per la navigazione marina, da parte del cartografo fiammingo Gerardo Mercatore
- Il 20 maggio 1570 viene pubblicato il primo atlante moderno, il Theatrum Orbis Terrarum, del cartografo fiammingo Abramo Ortelio

#### Chimica
- 1600: viene coniato il termine gas, dal chimico belga Jean Baptiste van Helmont

#### Fisica

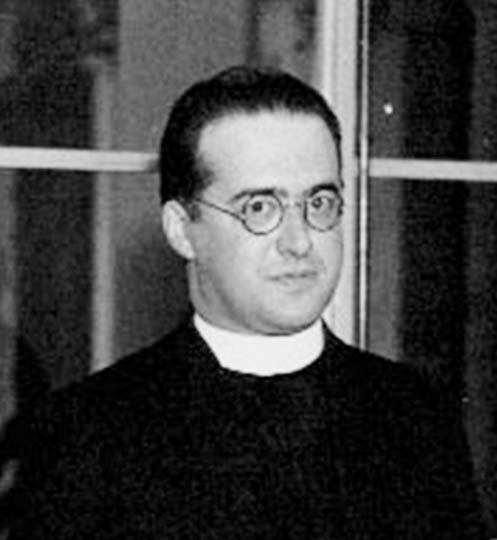
Georges Lemaître, ideatore della teoria del Big Bang.

- 1832: l'invenzione del fenachistoscopio, che diede un importante contributo allo sviluppo della tecnica cinematografica, da parte di Joseph Plateau
- 1927: La teoria del Big Bang: in base alla quale l'universo ha avuto origine da una grande esplosione, avvenuta circa 13 miliardi di anni fa, e da cui ha avuto origine anche la materia: ideata e condotta matematicamente dal fisico Georges Lemaître

#### Il Belgio nello spazio
- 24 marzo 1992: Dirk Frimout è il primo belga ad andare nello spazio.
- 19 giugno 2014: vengono lanciati QB50P1 e QB50P2, primi satelliti belgi.

## Sport

### Ciclismo
Uno degli sport più seguiti è il ciclismo, e in Belgio si corrono alcune delle più importanti classiche ciclistiche, come il Giro delle Fiandre, la Freccia Vallone e la Liegi-Bastogne-Liegi. Uno dei più grandi ciclisti di tutti i tempi, Eddy Merckx, è belga. Ha vinto cinque Tour de France, cinque Giri d'Italia, una Vuelta a España, tre Campionati del Mondo, due giri del Belgio e un Giro di Svizzera. Altri grandi campioni di ciclismo sono Rik Van Looy, unico corridore in grado di vincere tutte le classiche del suo tempo, Roger De Vlaeminck, uno dei più forti corridori di sempre nelle corse di un giorno, Rik Van Steenbergen e Freddy Maertens. Merckx, Van Looy e De Vlaeminck sono anche gli unici ciclisti ad avere conquistato fino a ora tutte le classiche. Negli anni 1990 particolarmente famoso per le sue gesta nelle classiche del Nord è stato Johan Museeuw.
Negli primi due decenni degli anni duemila i corridori di riferimento per il Belgio sono stati, Tom Boonen, vincitore nel 2005 del titolo mondiale oltre che plurivincitore della Parigi-Roubaix (4 volte, record assoluto) e del Giro delle Fiandre (3 volte, anch’esso primato), e Philippe Gilbert, che nel 2011 ha vinto il trittico delle Ardenne: Amstel Gold Race, Freccia Vallone, Liegi-Bastogne-Liegi prima di conquistare nel mese di giugno la maglia di campione nazionale esibita subito al Tour de France per poi fregiarsi della maglia iridata anche lui, ai mondiali del 2012. Gilbert ha vinto anche il Giro delle Fiandre (2017), la Parigi-Roubaix (2019) e il Giro di Lombardia.

### Calcio
Anche il calcio è molto popolare. La nazionale di calcio porta il soprannome di "Rode Duivels" (cioè diavoli rossi): il primo risultato di rilievo fu la medaglia d'oro ai Giochi Olimpici del 1920; la nazionale belga inoltre fu terza ai Campionati Europei del 1972, seconda a quelli del 1980, quarta al Campionato del Mondo del 1986, trascinata da Vincenzo Scifo e Jan Ceulemans. A questi successi seguì un declino generale della squadra che cominciò nel 2004 e fu confermato nel 2006, anno in cui per la prima volta in 28 anni, il Belgio non partecipò alla Coppa del Mondo. La Nazionale di calcio belga non è riuscita a qualificarsi neanche ai tornei successivi fino al 2014, anno in cui è tornata ad essere competitiva soprattutto grazie all'innesto di talenti quali De Bruyne, Witsel, Hazard, Mertens, Nainggolan, Lukaku, raggiungendo i quarti di finali ai mondiali di quell'anno che agli Campionati europei del 2016. Ai mondiali del 2018 ha raggiunto il terzo posto, miglior piazzamento di sempre, e anche agli Europei 2021 ha raggiunto i quarti di finale dove ha perso contro i futuri campioni dell'Italia, inoltre ha occupato per diversi anni il primo posto del Ranking FIFA.
Tra i grandi talenti calcistici belgi, oltre a quelli nominati, spicca la figura di Paul Van Himst, inserito nella lista dei Migliori calciatori del XX secolo IFFHS, di Marc Wilmots, capitano della nazionale negli anni '90, e Michel Preud'homme. tra i portieri. 
Per quanto riguarda invece i club, nessuna società belga ha mai vinto la UEFA Champions League.

### Tennis
Il Belgio conta anche tra i suoi campioni due tenniste numero uno del mondo, la fiamminga Kim Clijsters e la vallona Justine Henin.

### Atletica leggera
Nella disciplina dell'atletica leggera ha avuto importanti atleti come la centometrista Kim Gevaert, la saltatrice in alto Tia Hellebaut, i gemelli quattrocentometristi Kévin Borlée e Jonathan Borlée e la campionessa mondiale di eptathlon Nafissatou Thiam.

### Giochi olimpici
L'atleta belga più titolato ai Giochi olimpici moderni è l'arciere Hubert Van Innis, con 6 ori e 3 argenti.
E fu proprio Hubert Van Innis, ai Giochi olimpici di Parigi 1900, a conquistare il primo oro olimpico e la prima medaglia olimpica per il Belgio.

### Altri sport
Il Belgio ha anche campioni mondiali di motocross (Roger De Coster, Joël Robert, Georges Jobé e Stefan Everts che tuttora detiene il record di mondiali vinti), automobilismo come Jacky Ickx, considerato da molti il più grande pilota belga in assoluto, arrivando a un soffio dalla vittoria nel Campionato mondiale di Formula 1 nel 1969 e nel 1970, Thierry Boutsen e Bertrand Gachot, tennistavolo (Jean-Michel Saive, David Waefelaer) e Judo come Ingrid Berghmans, oro, Campionato del mondo 1984.